# Michał Anioł
Artykuł ten został zgłoszony do umieszczenia na stronie głównej w rubryce „Czy wiesz”.
Pomóż nam go sprawdzić: oceń zgłoszoną nominację.
Michał Anioł (wł. Michelangelo), właśc. Michelangelo di Lodovico Buonarroti Simoni (ur. 6 marca 1475 w Caprese lub Settignano, zm. 18 lutego 1564 w Rzymie) – włoski rzeźbiarz, malarz, poeta i architekt epoki odrodzenia. Zaliczany obok Leonarda da Vinci i Rafaela Santiego do trójki największych artystów epoki renesansu, a także uznawany za jednego z najwybitniejszych artystów w dziejach świata.

## Życiorys

### Dzieciństwo i młodość
Urodził się 6 marca 1475 roku w Caprese. Jego ojcem był podesta Ludovico di Leonardo di Buonarroto Simoni, matką Francesca di Neri di Miniato del Sera i Bonda Rucellai. Przez krótki czas rodzina mieszkała w okolicach Valtiberinie, na pograniczu Toskanii, Umbrii i Emilii-Romanii. Ród Buonarrotich cieszył się autorytetem, jednak na skutek niepowodzeń finansowych dziadka Michała Anioła utracił część prestiżu. Michał Anioł jako niemowlę nie wychowywał się w domu rodzinnym – opiekowała się nim mamka, żona kamieniarza. Do rodziny wrócił, gdy miał trzy lata. Jego powrót mógł wiązać się ze złym stanem zdrowia jego matki, która zmarła w 1481 roku. W 1485 roku Ludovico di Leonardo di Buonarroto Simoni ożenił się z Lukrecją Ubaldini da Gagliano.
Ojciec Michała Anioła pragnął, by jego syn zrobił karierę odpowiednią do jego pozycji społecznej, posłał więc go do szkoły Franceska da Urbino, gdzie miał poznać łacinę, gramatykę i arytmetykę. Michał Anioł zainteresował się jednak rysunkiem i studiowaniem sztuki, co było źle odbierane przez jego ojca i braci.
Za sprawą przyjaciela Ludovica Granacciego, który przełamał opór rodziny, 28 kwietnia 1488 roku dwunastoletni Michał Anioł rozpoczął naukę malarstwa w pracowni Ghirlandaia. Prawdopodobnie jego edukacja nie wyróżniała się zbytnio od obowiązujących wówczas zwyczajów, gdzie nastoletni chłopcy uczyli się w warsztatach malarskich najpierw rysowania, a następnie rzeźby, przy czym za swoją prace byli wynagradzani. Edukacja obejmowała również naukę perspektywy i anatomii.
Ze względu na niezgodność źródeł próba odtworzenia przebiegu nauki u boku Ghirlandaia stanowi trudne zadanie. Zdaniem historyk sztuki Monici Girardi Michał Anioł mógł spędzić w warsztacie mniej niż dwa lata, gdzie uczył się wyłącznie techniki malowania fresku. Historyk sztuki Luba Ristujczina twierdzi, że miał uczyć się w warsztacie Ghirlandaia przez trzy lata. Biografista artysty Ascanio Condivi w Żywocie Michała Anioła podaje, że ten w podeszłym wieku zaprzeczał, by uczył się w pracowni Ghirlandaia. Tej wersji trzymał się także Giorgio Vasari. Według anegdot, Michał Anioł miał w wolnym czasie kopiować dzieła innych malarzy i umyślnie je postarzać, by wyglądały na oryginały. Historycy sztuki Frank Zöllner i Christof Thoenes stwierdzili, że ważnym etapem nauki Michała Anioła było odtwarzanie dzieł dawnych mistrzów. Większość szkiców z tamtego okresu artysta miał później zniszczyć.

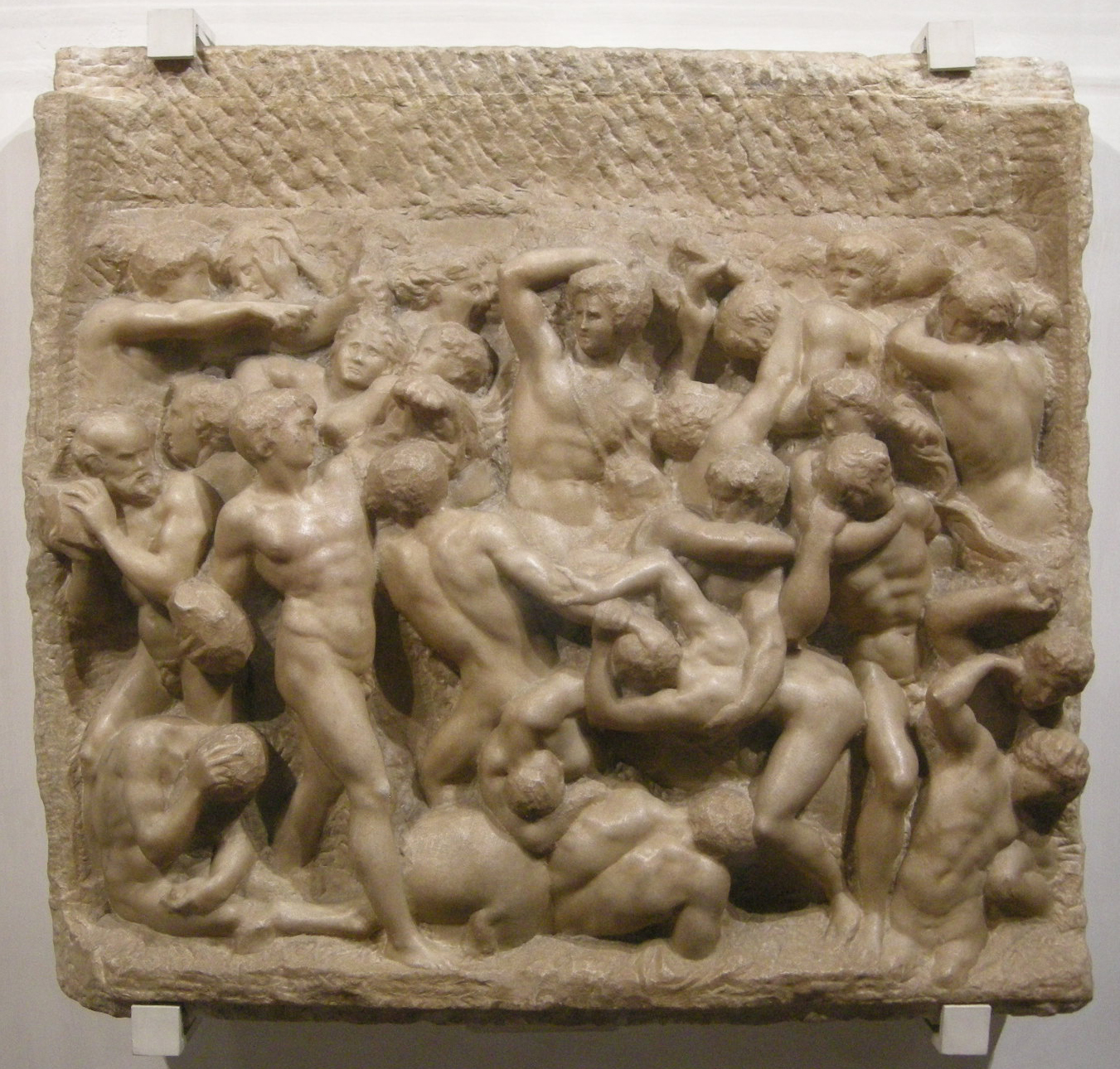
Bitwa centaurów

Według Condiviego podczas pracy w pracowni Ghirlandaia Michał Anioł jednocześnie uczył się rzeźbiarstwa w szkole Bertolda di Giovanni. Placówka ta zapewniała również naukę łaciny i greki. Faktycznie przyszły artysta rozpoczął naukę u Bertolda w 1490 roku, a jego edukacja trwała przez kolejne dwa lata. Za sprawą Ghirlandaia lub Francesca Granacciego Michał Anioł miał poznać się z dynastią Medyceuszy, z którymi utrzymywał bardzo dobre kontakty. Będąc na dworze Medyceuszy, zetknął się z kulturą humanistyczną, zapoznał się z ideami platonizmu i idealizmu. W szkole Bertolda di Giovanniego popadł w konflikt ze starszym od niego o kilka lat Pietro Torrigianym. Ten, zazdrosny o talent młodszego kolegi, sprowokował bójkę, w wyniku której złamał Michałowi Aniołowi nos. Za bójkę Torrigiano został wydalony ze szkoły. Krzywo zrośnięty nos stał się w późniejszych latach przyczyną kompleksów u artysty.
Podczas nauki w pracowni Ghirlandaia powstały: Faun (dzieło zaginione), Madonna przy schodach (również znana pod tytułem: Madonna na schodach), Bitwa centaurów (1490–1492) i Krucyfiks (między 1492 a 1495). Wzorowana na Bitwie Bertolda di Giovanniego płaskorzeźba zachwyciła florentczyków, którzy nie dowierzali, że autorem dzieła jest początkujący rzeźbiarz. W Bitwie centaurów można dostrzec charakterystyczne dla Michała Anioła wydobywanie kształtów z bloków marmuru i zostawianie rzeźb nieukończonych.
Po śmierci Wawrzyńca Wspaniałego 8 kwietnia 1492 roku Michał Anioł wrócił do Florencji. Przez kolejne miesiące realizował różne zlecenia od florenckich rodów. Większość dzieł z tego okresu zaginęła. Według przekazu Vasariego, około 1492 roku powstała rzeźba Herkulesa mierząca cztery łokcie (240 cm) wysokości. Wygląd rzeźby jest znany m.in. dzięki rysunkowi Jacques’a Androueta du Cerceau z 1560 roku. Herkules zaginął w XVII wieku. W tym samym czasie Michał Anioł współpracował ze szpitalem augustianów w Santo Spirito we Florencji, gdzie asystował przy sekcji zwłok. Zaprzestał tej działalności po tym, jak jedna z rodzin publicznie wyraziła swój sprzeciw wobec wykorzystaniu zwłok ich zmarłego krewnego.

### Bolonia
W połowie października 1493 roku Michał Anioł przeprowadził się do Wenecji, a rok później – do Bolonii, gdzie pracował nad rozpoczętym przez Nicolę Pisano Sarkofagiem świętego Dominika (także pod tytułem: Arca di San Domenico) przeznaczonym do tamtejszego kościoła San Domenico. W skład Sarkofagu wchodzą figury: Święty Petroniusz, Święty Prokulus i Klęczący anioł (również pod tytułami: Anioł trzymający świecznik lub Anioł z kandelabrem). W rzeźbach tych dostrzegalny jest wpływ bolońskiego rzeźbiarza Jacopa della Quercii. Po ukończeniu prac pod koniec 1495 roku Michał Anioł powrócił do Florencji.
We Florencji artysta wyrzeźbił Śpiącego Kupidyna (dzieło zaginione, znane z obrazu Giulia Romana), którego sprzedał rzymskiemu kardynałowi Raffaelowi Sansoni Riario, oszukując go, że jest to starożytna rzeźba rzymska. Pomimo ujawnienia kłamstwa kardynał, zachwycony talentem rzeźbiarza, zaprosił go do Rzymu. Michał Anioł znalazł się w Rzymie 25 czerwca 1496 roku.

### Pierwszy pobyt w Rzymie

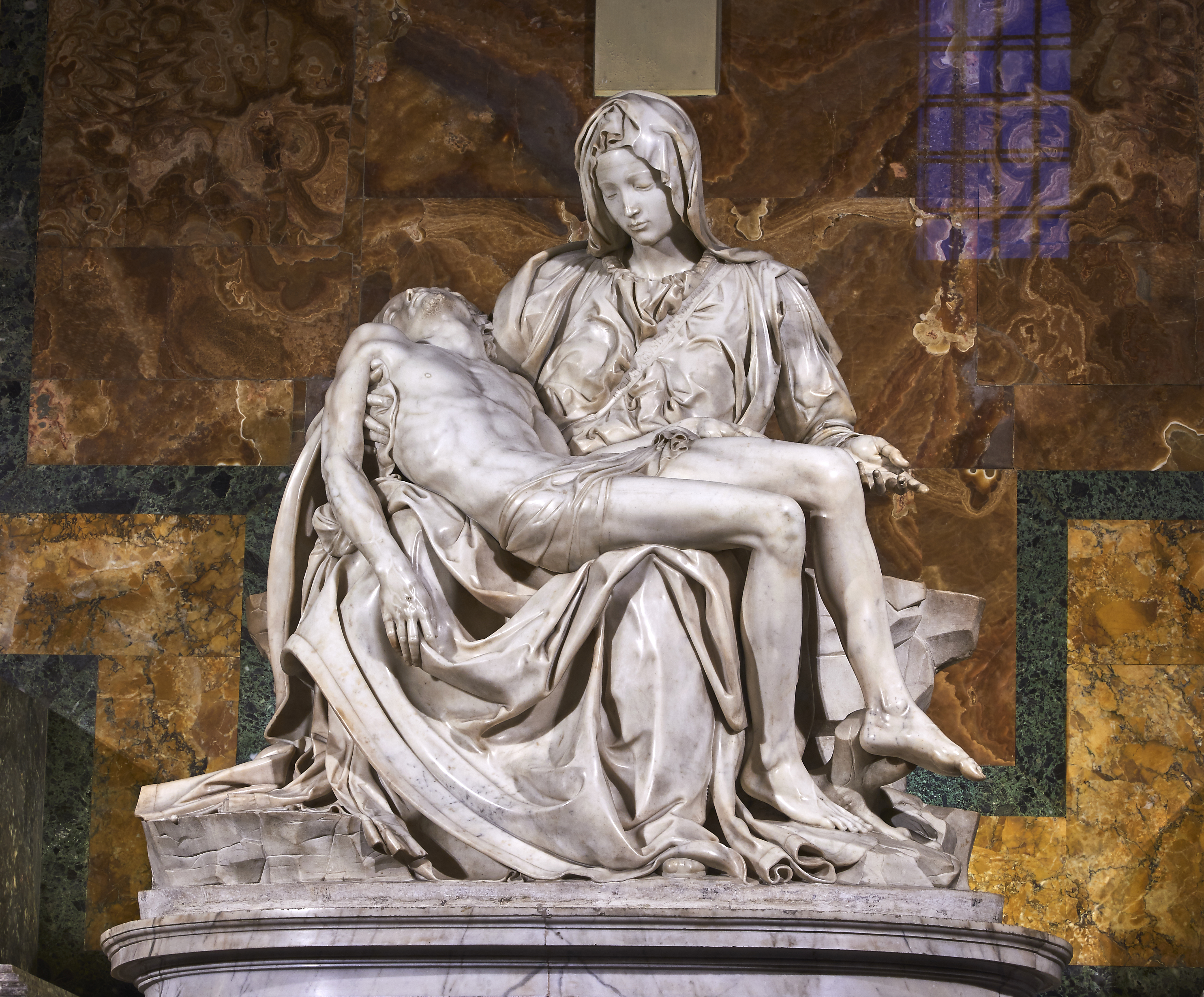
Pietà watykańska

Michał Anioł przebywał w Rzymie w latach 1496–1500. W tym okresie pracował nad rzeźbami: Bachus (1496–1497),  Pieta watykańska (1498–1499), Zdjęcie Chrystusa (1500) i Apollo oraz obrazem Złożenie do grobu (1500). Bachus jest jedną z nielicznych rzeźb Michała Anioła, która była przeznaczona do oglądania z każdej strony.
W okresie tym artysta borykał się z problemami rodzinnymi: zmarła jego macocha, jeden z braci został wydalony z zakonu i pojawił się w Rzymie. Następnie dołączył do niego kolejny z braci, a ojciec wpadł w problemy finansowe. Michał Anioł również odczuwał brak pieniędzy. Aby mieć środki na utrzymanie, podjął się namalowania około 1497 roku obrazu Otrzymanie stygmatów przez św. Franciszka. W następnych miesiącach sytuacja finansowa artysty się poprawiła. 27 sierpnia 1497 roku francuski kardynał Jean Bilhères de Lagraulas zlecił wyrzeźbienie mu Piety. Pracę nad nią rozpoczął w 1498 roku, ukończył w roku następnym, kilka miesięcy po śmierci kardynała. Rzeźba charakteryzuje się kontrastowym przedstawieniem Matki Bożej i Jezusa, dyskretnie zaakcentowanym ruchem oraz harmonią. Maria siedzi na skalnym występie, samotnie opłakuje zmarłego syna. Jej ciało ma kierunek pionowy, a Jezusa poziomy, w efekcie czego obie postacie tworzą krzyż. Pietà odniosła wielki sukces i stała się jedną z najbardziej znanych rzeźb na świecie.
Michałowi Aniołowi jest przypisany również obraz Madonna z Dzieciątkiem, Janem Chrzcicielem i aniołami, znany również jako Madonna Manchester, namalowany ok. 1497 roku.

### Powrót do Florencji

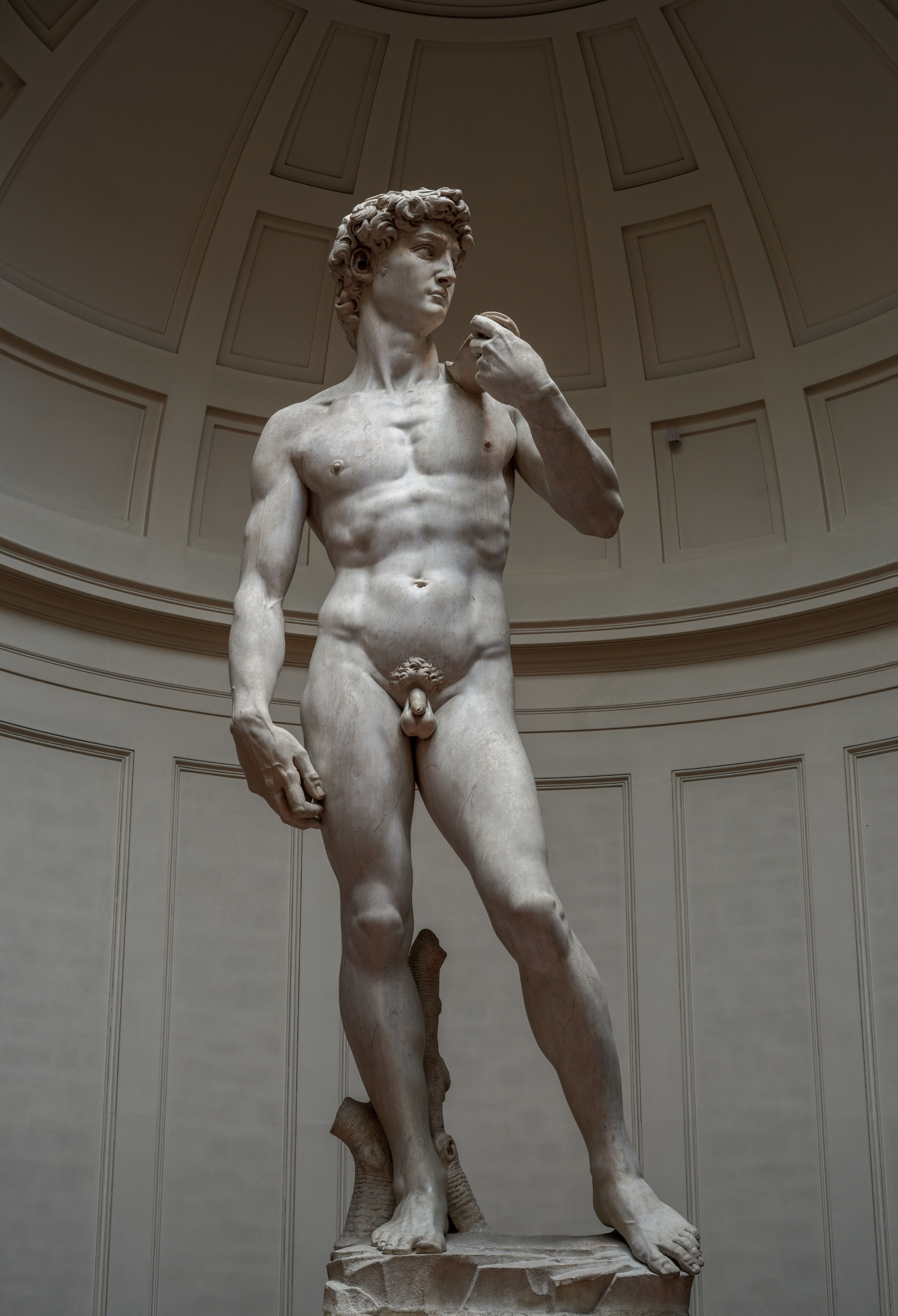
Dawid

W marcu 1501 roku Michał Anioł opuścił Rzym. Wrócił do Florencji, gdzie przyjmował zlecenia na rzeźby i obrazy. Pracował we Florencji i Sienie. W tym okresie powstały: Dawid, Tondo Pitti, Tondo Taddei, Tondo Doni, Madonna z Brugii, Dwunastu Apostołów oraz cztery rzeźby przeznaczone na ołtarz Piccolominich w katedrze w Sienie. Ze względu na to, że Michał Anioł nie współpracował z innymi rzeźbiarzami oraz odmawiał przyjmowania uczniów, część prac pozostała nieukończona. Wyrzeźbiony w latach 1501–1504 Dawid przedstawia biblijnego bohatera, a także symbolizuje cnoty obywatelskie mieszkańców Florencji. Według przekazu biografów artysta opuścił Rzym właśnie z uwagi na możliwość wyrzeźbienia Il gigante we Florencji. Zleceniodawcą marmurowej rzeźby był kardynał Francesco Piccolomini. Według przekazów z zadaniem pragnęli się zmierzyć również Andrea Sansovino, Benedetto da Maiano, Baccio da Montelupo. Według ówcześnie krążących plotek zlecenie chciał przyjąć również Leonardo da Vinci. Giorgio Vasari stwierdził, że Michał Anioł otrzymał zlecenie, gdyż Dawid symbolizował florencką Signorię, która broniła i opiekowała się mieszkańcami miasta. Rzeźba została wykonana z marmuru, który wcześniej odrzucono ze względu na ryzyko pęknięcia. 25 stycznia 1504 roku trzydziestoosobowa grupa rajców i artystów (wśród nich byli m.in. Leonardo da Vinci, Sandro Botticelli, Filippino Lippi, Pietro Perugino) podjęła decyzję o ustawieniu rzeźby na Piazza della Signoria. Podczas dyskusji jedyną osobą opowiadającą się za pozostawieniem decyzji o lokalizacji rzeźby jej autorowi był złotnik Salvestro. Rzeźbę odsłonięto 14 maja 1504 roku. Dawid spotkał się z protestami ze strony mieszkańców Florencji. Przed ustawieniem rzeźby w wybranym dla niej miejscu rzeźba była obrzucana kamieniami. Od 1873 roku rzeźba stoi we florenckiej Galleria dell’ Accademia. Dawid oraz Człowiek witruwiański Leonarda da Vinci uchodzą za wzory piękna ciała ludzkiego.
5 czerwca 1501 roku Michał Anioł otrzymał zlecenie na wykonanie piętnastu rzeźb oraz ukończenie posągu św. Franciszka Pietra Torrigianiego. Zleceniodawcą był kardynał Francesco Piccolomini. Zgodnie z zamówieniem dzieła miały trafić do kaplicy rodowej w katedrze w Sienie. Ze względu na skalę zaplanowanych prac Michał Anioł korzystał ze wsparcia pomocników. W 1503 roku Piccolomini zmarł, miesiąc po ogłoszeniu go papieżem (Pius III). Rok później Michał Anioł renegocjował umowę ze spadkobiercami. Pracę nad rzeźbami zostały sfinalizowane w 1504 roku – powstały cztery figury świętych: Piotra, Pawła, Piusa i Grzegorza. Dzięki przekazaniu prac innym rzeźbiarzom ołtarz ukończono w 1510 roku.
Pomiędzy rokiem 1503 a 1505 powstała Madonna z Brugii. Zleceniodawcą rzeźby była przypuszczalnie flamandzka rodzina sukienników Mouscron lub kardynał Piccolomini. Według drugiej hipotezy rodzina Mouscron miała kupić dzieło po śmierci kardynała w 1503 roku. Marmurowe płaskorzeźby Tondo Taddei z ok. 1504 roku i Tondo Pitti z ok. 1503–1505 pozostały nieukończone. Obraz Tondo Doni powstał pomiędzy 1504 a 1506 rokiem. Został on namalowany prawdopodobnie z okazji ślubu kupca Agnolo Doniego z Magdaleną Strozzi.

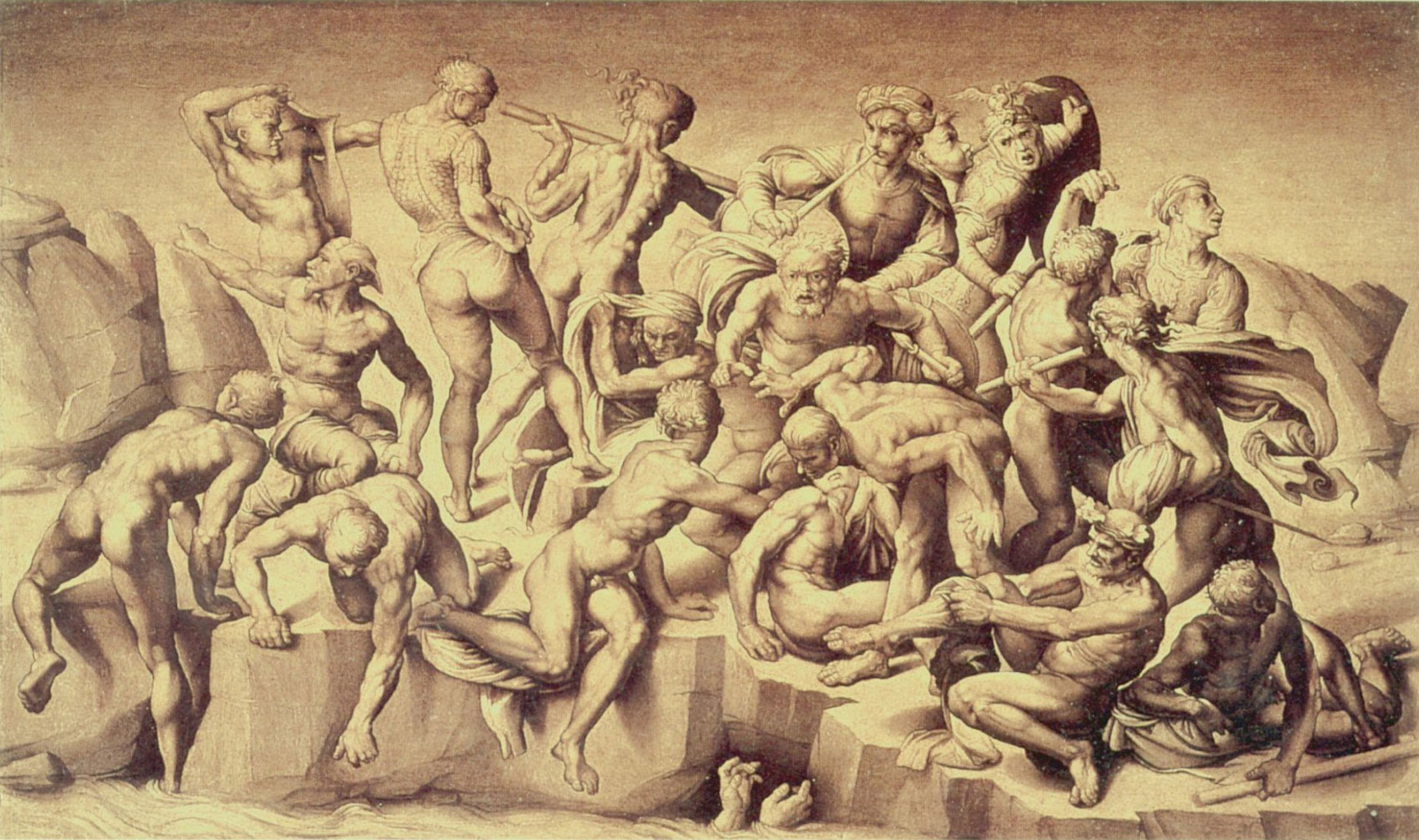
Kopia kartonu do Bitwy pod Cascani Bastiana da Sangallo

Będąc we Florencji, Michał Anioł rywalizował z Leonardem da Vinci, którego osobiście poznał podczas spotkania nad ustawianiem rzeźby Dawid. W 1503 roku gonfalonier Piero Soderini zlecił Leonardowi namalowanie fresku. Uzgodniono, że tematem pracy będzie bitwa pod Anghiari, w której Florencja pokonała Mediolan. 22 września 1504 roku Piero Soderini złożył Michałowi Aniołowi podobne zamówienie: tematem fresku było zwycięstwo florenckiej armii, odniesione nad wojskami Pizy pod Casciną w 1364 roku. Michał Anioł rozpoczął pracę we wrześniu 1504 roku i już w lutym 1505 roku ukończył szkic na kartonie. Za sprawą wezwania do Rzymu wiosną 1505 roku zrezygnował z dalszych prac. Według późniejszych wspomnieniach, do pracy nad freskiem wrócił rok później, jednak finalnie dzieło nigdy nie zostało ukończone. Oryginalny karton do Bitwy pod Casciną został później zniszczony przez zgorszonego nagimi postaciami męskimi Baccia Bandinellego. Nieregularnie prowadzone przez Leonarda prace nad bitwą pod Anghiari zostały porzucone ze względu na wezwanie artysty przez Charlesa d’Amboise do Mediolanu. Za sprawą nieodpowiednio dobranego spoiwa do farb olejnych nieukończona Bitwa pod Anghiari zaczęła znikać ze ściany. W latach 1558–1565 Giorgio Vasari zamalował oba freski nowymi.
Rywalizacja pomiędzy Leonardem da Vinci a Michałem Aniołem z czasem przybrała formę jawnego konfliktu, której symbolem stała się jedna z awantur opisana przez biografów malarzy. Według relacji Anonima Gaddiany Leonardo miał zostać zaczepiony przez grupę omawiającą jedno z dzieł Dantego i poproszony o pomoc w wyjaśnieniu jednego z fragmentów. W tym samym momencie grupę mijał Michał Anioł. Leonardo zasugerował dyskutującym, że ten byłby w stanie pomóc, ale rzeźbiarz odebrał jego uwagę jako obrazę. W przypływie gniewu odpowiedział, że Leonardo powinien sam wyłożyć fragment, a także przypomniał mu historię pomnika konnego Franciszka Sforzy, który był jednym z jego wielu nieukończonych dzieł. Uwaga ta miała zasmucić Leonarda. W innym przekazie Michał Anioł, chcąc go zaatakować, zadał mu pytanie: I te mediolańskie osły uwierzyły w ciebie.

### Drugi pobyt w Rzymie
W 1505 roku Michał Anioł wyjechał do Rzymu – na zaproszenie Juliusza II, który podczas swojego pontyfikatu sprowadzał do miasta wielu artystów. Oprócz Michała Anioła do Rzymu przybyli m.in. Donato Bramante i Rafael Santi. Tam artysta otrzymał od papieża zlecenie na wykonanie grobowca. Prace nad nim trwały kilkadziesiąt lat ze względu na napięte relacje między Juliuszem II a Michałem Aniołem (obaj byli ambitni, apodyktyczni i uparci) oraz na podejmowanie przez papieża wielu inicjatyw na raz, w wyniku czego zlecał artyście też inne prace. Pierwszy projekt grobowca został przygotowany w kwietniu 1505 roku. Według założeń nagrobek miał mierzyć 10 m wysokości i 7 m szerokości. Później ikonografia grobowca była wielokrotnie zmieniana. Przy wsparciu współpracowników został on ukończony w 1545 roku.
17 kwietnia 1506 roku Michał Anioł w pośpiechu opuścił Rzym i udał się do Florencji, po tym jak podsłuchał rozmowę między nieznanym z imienia złotnikiem a mistrzem ceremonii. Wynikało z niej, że papież planuje wstrzymać finansowanie projektów artystycznych, a ponadto pojawiły się pogłoski o rzekomych próbach zamachu na życie artysty. Rzeźbiarz wyraził chęć dokończenia powierzonych mu zleceń, zastrzegł jednak, że wolałby kontynuować pracę we Florencji. Wysłana do niego delegacja papieska nie zdołała przekonać artysty do powrotu do Rzymu. Papież Juliusz II napisał, że nie żywi urazy do Michała Anioła oraz nie grozi mu niebezpieczeństwo ze strony mieszkańców Rzymu. Według Luby Ristujcziny papież nie widział sensu w dalszym finansowaniu budowy nagrobka, zaś ucieczka rzeźbiarza do Florencji wynikała z jego urażonej dumy. Podczas pobytu we Florencji Michał Anioł wrócił do prac nad Bitwą pod Casciną.W grudniu 1506 roku doszło między nimi do pojednawczego spotkania w Bolonii, po którym Juliusz II powierzył Michałowi Aniołowi wykonanie odlanego z brązu pomnika samego siebie. Monument, ustawiony przed kościołem San Petronio, został uroczyście odsłonięty 21 lutego 1508 roku. Trzy lata później został zniszczony przez ród Bentivoglio.

#### Freski na sklepieniu Kaplicy Sykstyńskiej

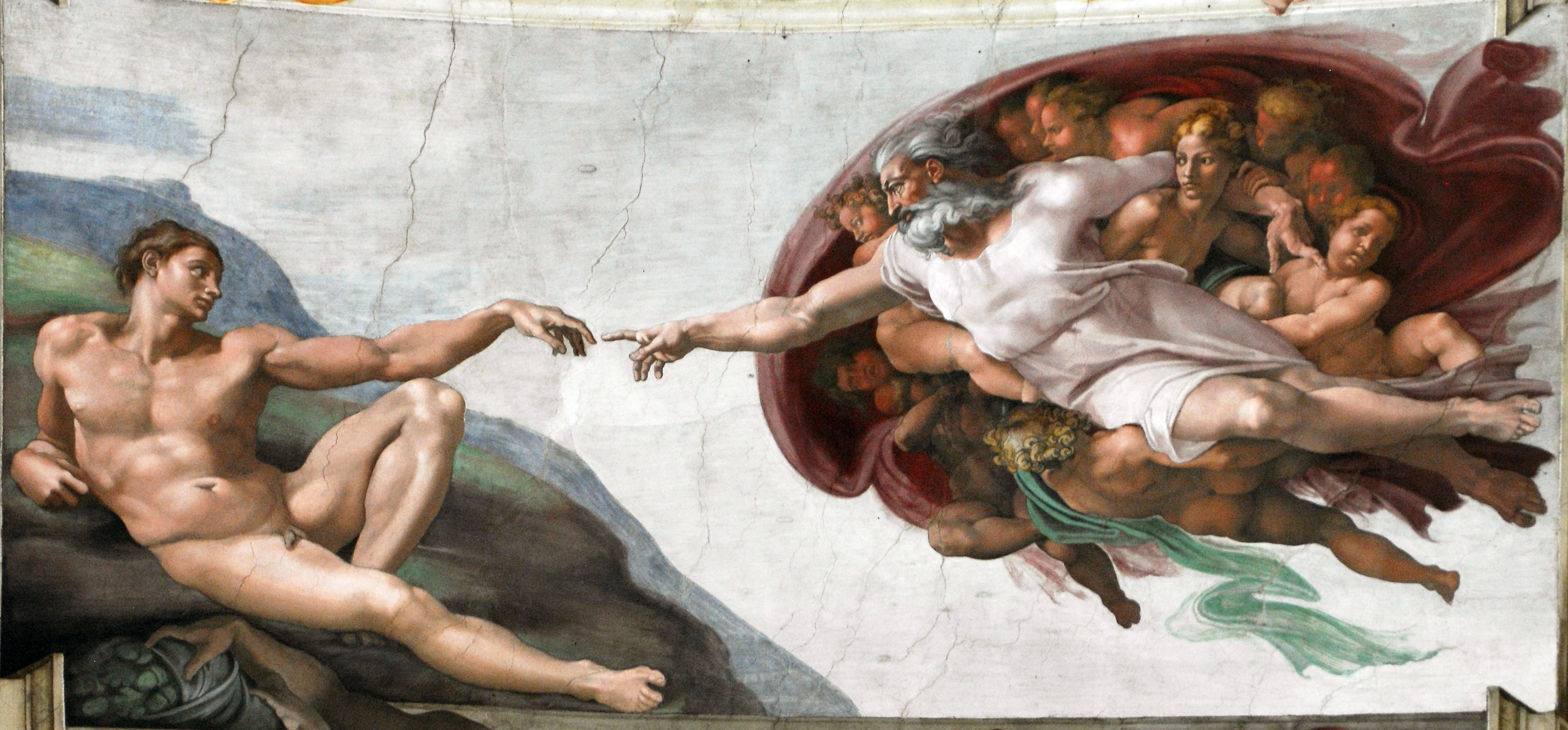
Stworzenie Adama

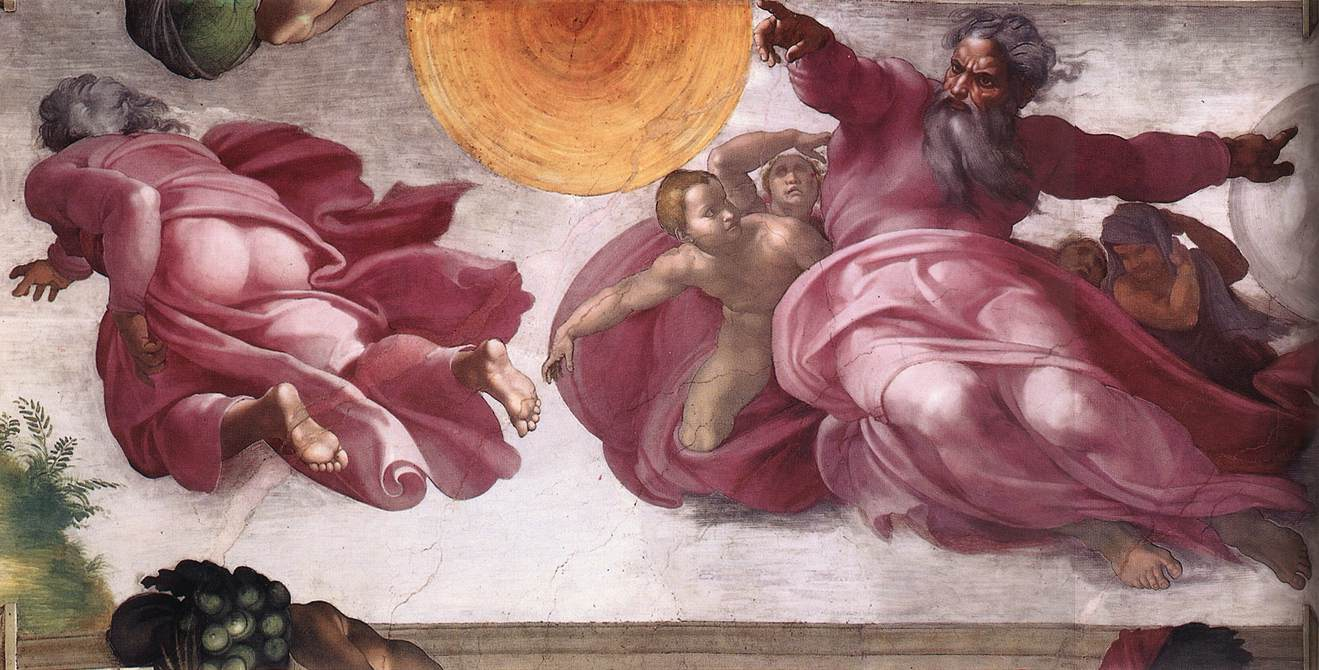
Stworzenie Słońca, Księżyca i roślinności

Wiosną 1508 roku Michał Anioł otrzymał zlecenie na wykonanie fresków na sklepieniu Kaplicy Sykstyńskiej. Artysta zdając sobie sprawę z wagi zobowiązania niechętnie przyjął zlecenie, tłumacząc, że z zawodu jest rzeźbiarzem, a nie malarzem. Sam Juliusz II miał zostać przekonany o zleceniu tej pracy Michałowi Aniołowi przez jego przeciwników (m.in. zazdrosnego o talent i popularność Bramantego), którzy podejrzewali, że specjalizujący się w rzeźbie twórca odmówi przyjęcia zlecenia. Innymi przyczynami niechęci przyjęcia zlecenia był brak dużego doświadczenia w malowaniu fresków oraz konieczność porzucenia prac nad nagrobkiem papieża Juliusza II. Malując Michał Anioł odszedł od jednolitego przedstawiania przestrzeni według renesansowej perspektywy. Za pośrednictwem opowieści z Biblii Michał Anioł chciał wyrazić pochwałę twórczej siły człowieka, piękno ciała ludzkiego oraz bogactwo jego życia duchowego. Nie jest znana dokładny przebieg prac nad freskami. Prawdopodobnie Michał Anioł rozpoczął od wejścia i kierował się w stronę ołtarza. Przyjmując tę hipotezę pierwszym freskiem było Pijaństwo Noego lub Potop. W 1510 roku artysta przerwał prace na kilka miesięcy. Prace nad freskami Michał Anioł ukończył prawdopodobnie w październiku 1512 roku. Według przekazu malarz miał malować freski na leżąco. Według brytyjskiego historyka sztuki Andrew Grahama-Dixona odrzucił ten przekaz twierdząc, że Michał Anioł malował freski na stojąco. Wyciągając szyję pod dużym kątem borykał się ze skurczami, drgawkami i bólem głowy. Za wykonaną pracę malarz miał otrzymać 3 tysiące dukatów.
Prace nad freskami były dla Michała Anioła uciążliwe. Malarz ponownie nie skorzystał z jakiejkolwiek pomocy, pracował w trudnych warunkach, był skonfliktowany z papieżem oraz borykał się z problemami finansowymi i depresją. Żył samotnie, żywił niechęć wobec próżności renesansowego Rzymu i niemoralności Kurii. Freski dzielą się na trzy części. Pierwsza strefa przedstawia przodków Chrystusa, trzecia proroków i sybille, a druga (środkowa) sceny z Księgi Rodzaju. W skład fresków ukazujących sceny z Księgi Rodzaju wchodzą: Rozdzielenie światła i ciemności, Stworzenie Słońca, Księżyca i roślinności (również pod tytułem: Stworzenie świata), Oddzielenie ziemi i wody, Stworzenie Adama, Stworzenie Ewy, Wygnanie z Raju, Ofiara Noego, Potop i Opilstwo Noego. Postacie proroków i sybilli zostały zgrupowane ze względu na dar jasnowidzenia. W narożnikach sklepienia namalowano historie poświęcone ocaleniu Izraela. Ukończone dzieło zapisało się jako jedno z największych przedsięwzięć artystycznych w historii sztuki.
W strefie środkowej, czwartym freskiem w kolejności chronologicznej jest Stworzenie Adama, uchodzący za najsłynniejszy fresk na sklepieniu Kaplicy. Dzielący się na dwie części fresk przedstawia końcowy akt stworzenia. Po lewej stronie lekko wygięty, dobrze zbudowany, ale również pozbawiony życia Adam obraca się w stronę Boga, jego twarz wyraża czułość i tęsknotę za doskonałością. Otoczony cherubinami Bóg został przedstawiony jako muskularny starzec o bujnych włosach i brodzie. Główny punkt kompozycji stanowią dłonie Adama i Boga.

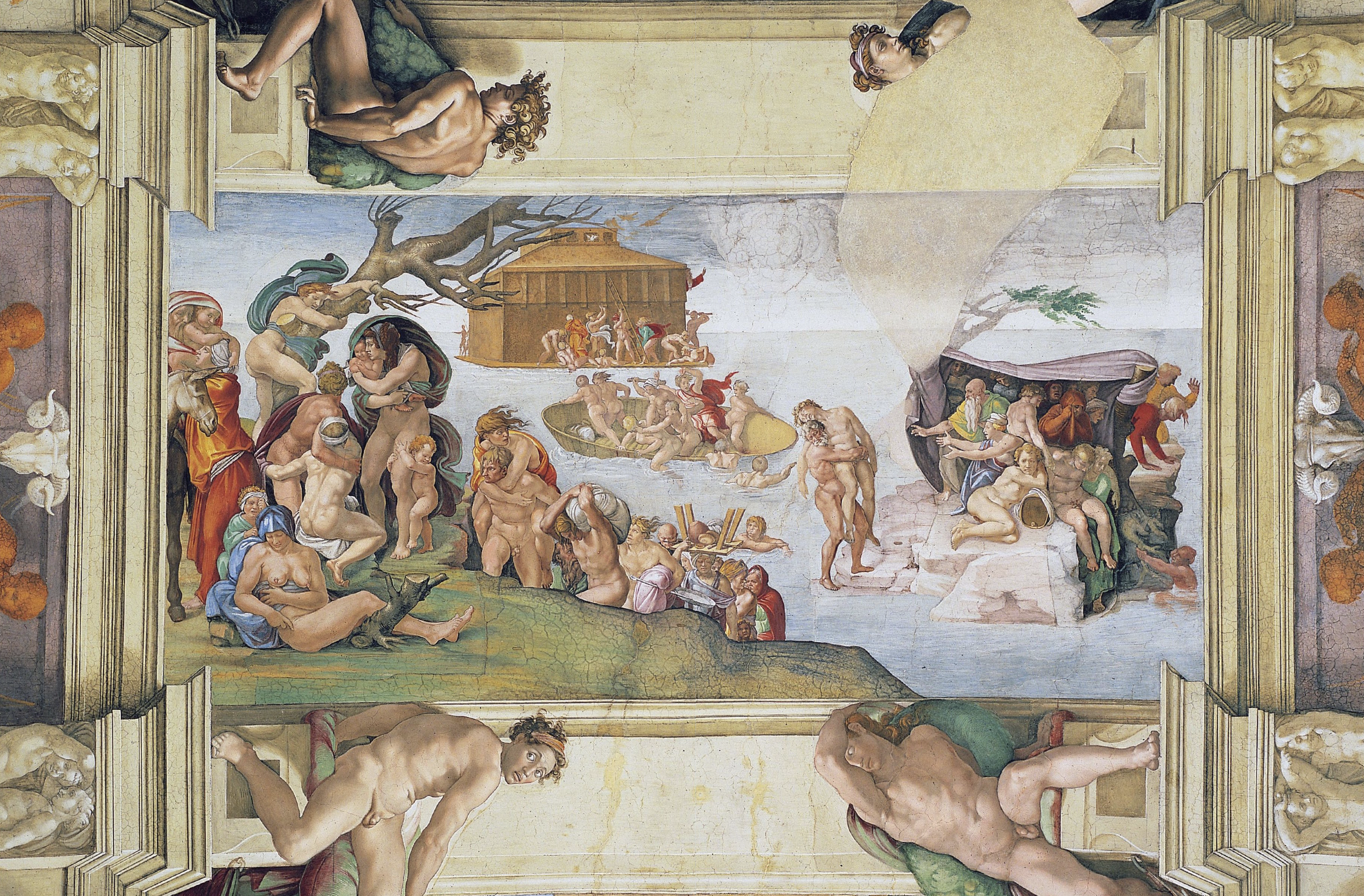
Potop
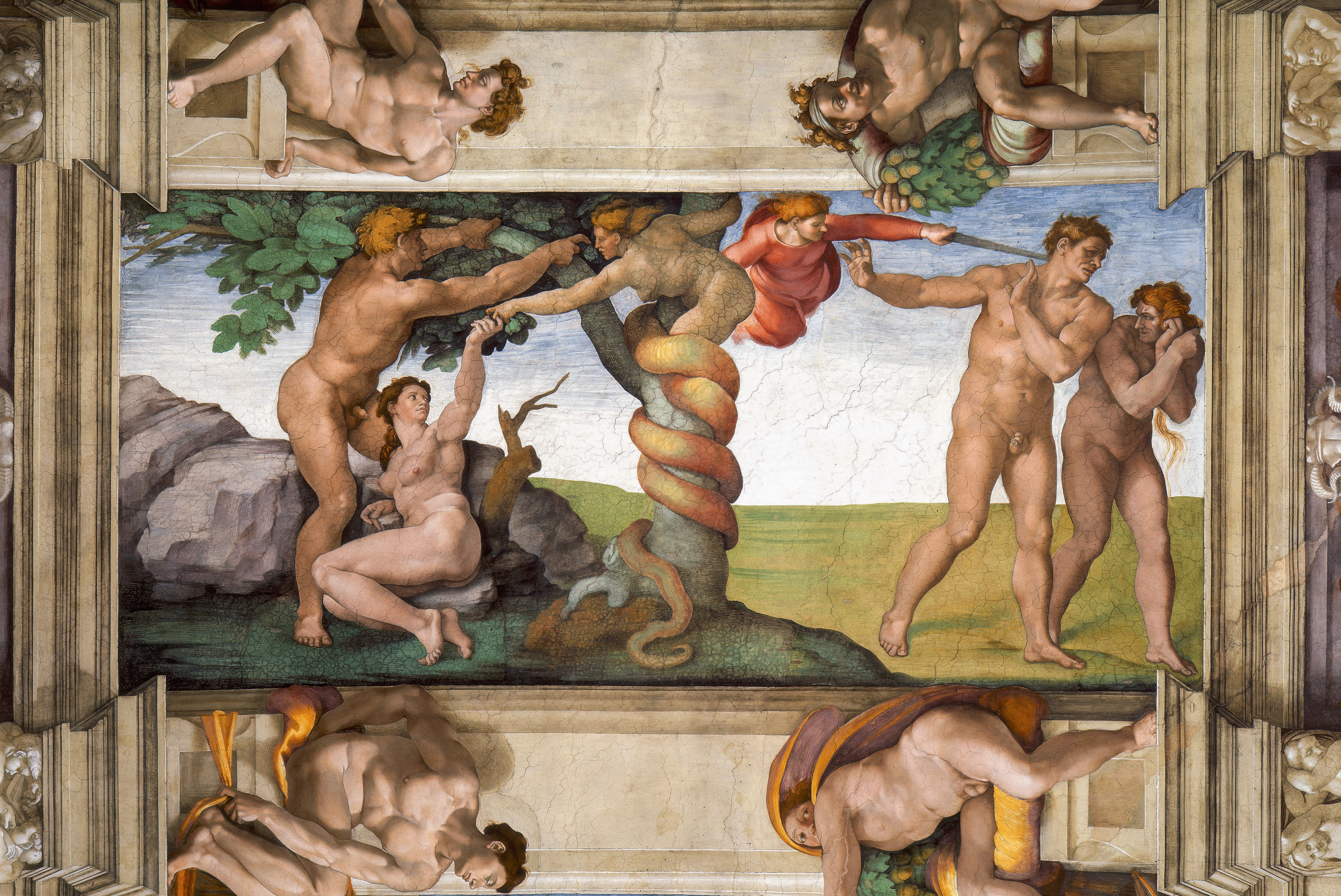
Grzech pierworodny i Wygnanie z raju
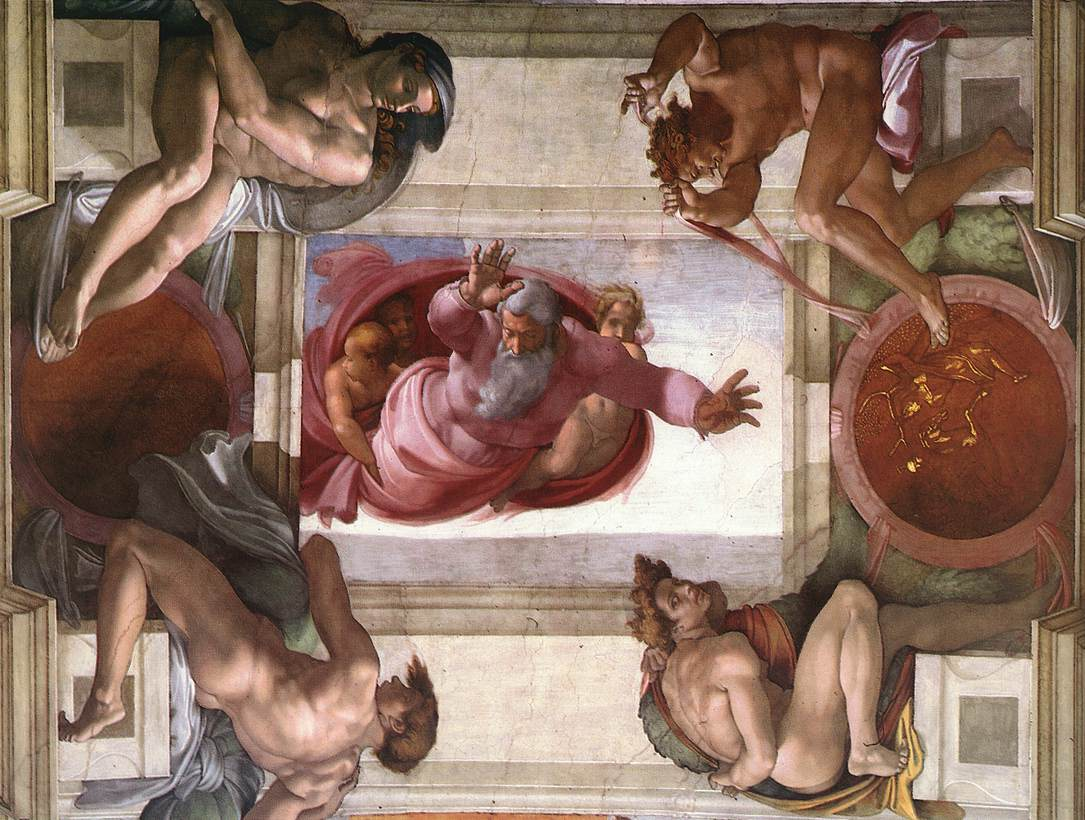
Oddzielenie ziemi i wody
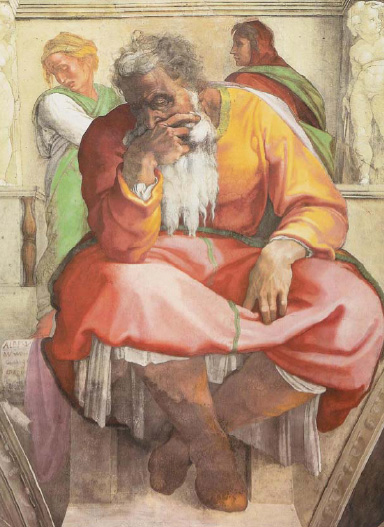
Jeremiasz
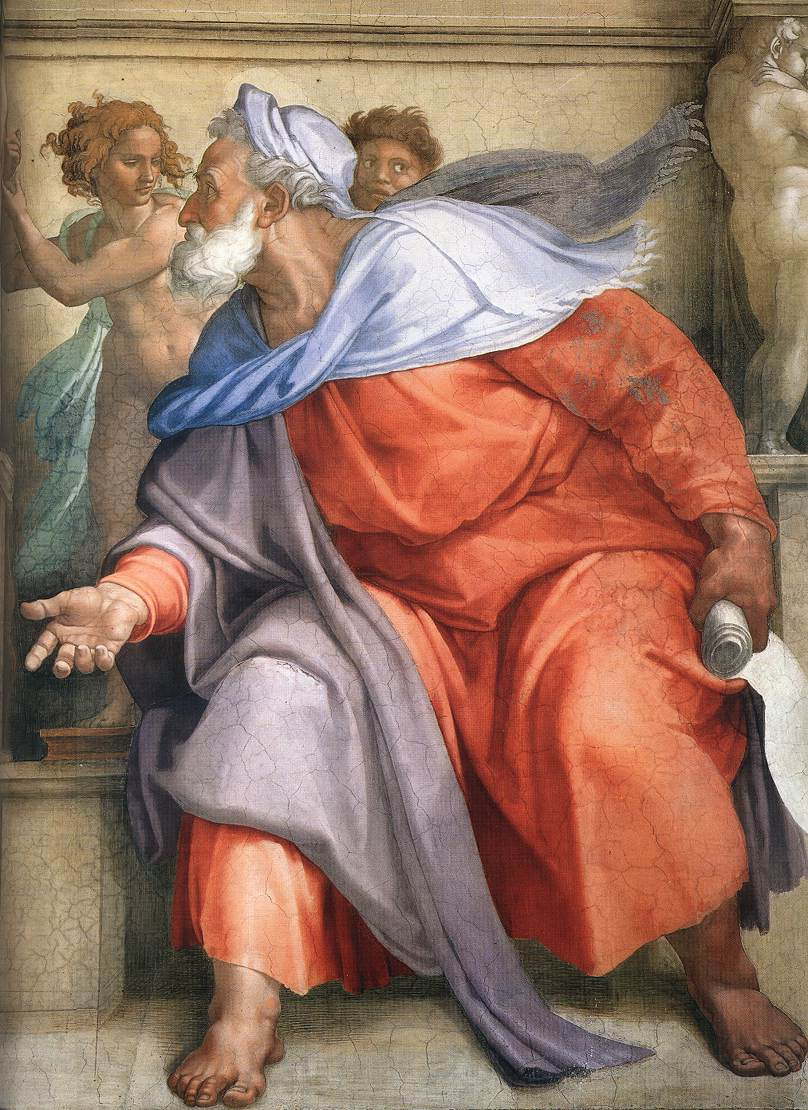
Ezechiel
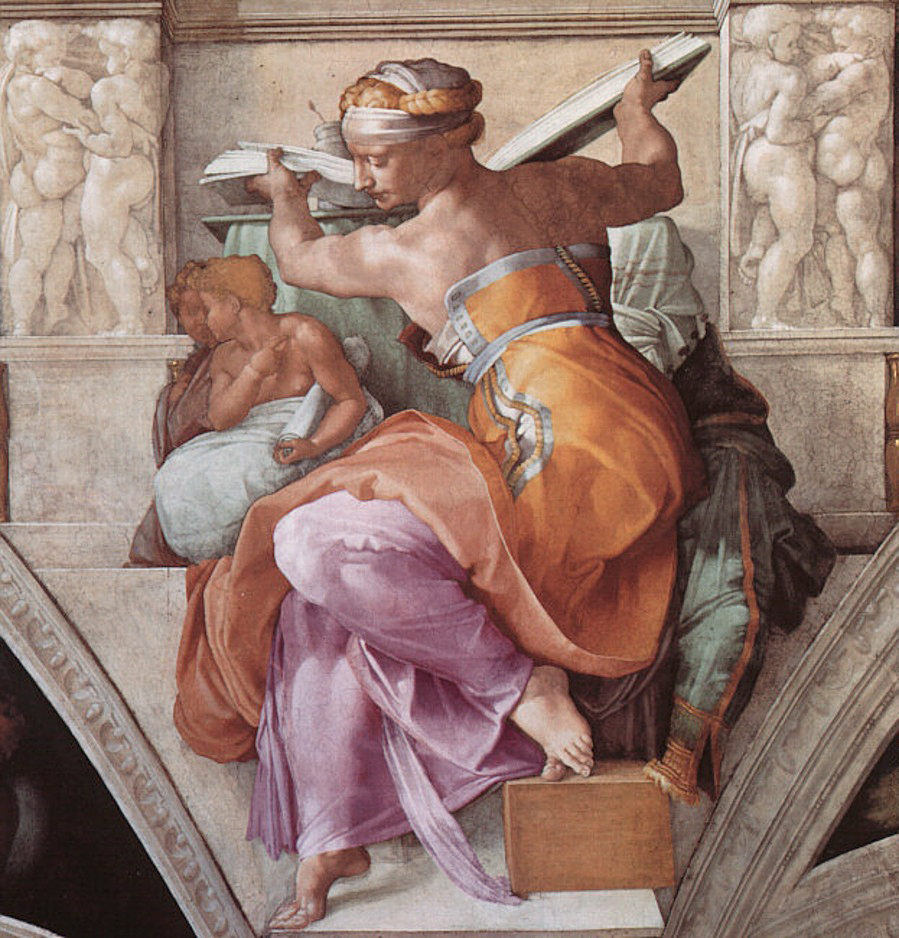
Sybilla Libijska
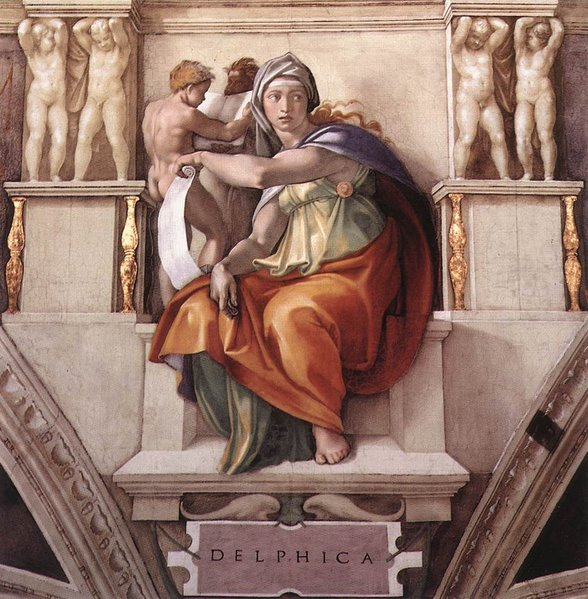
Sybilla Delficka

### Pontyfikat Leona X

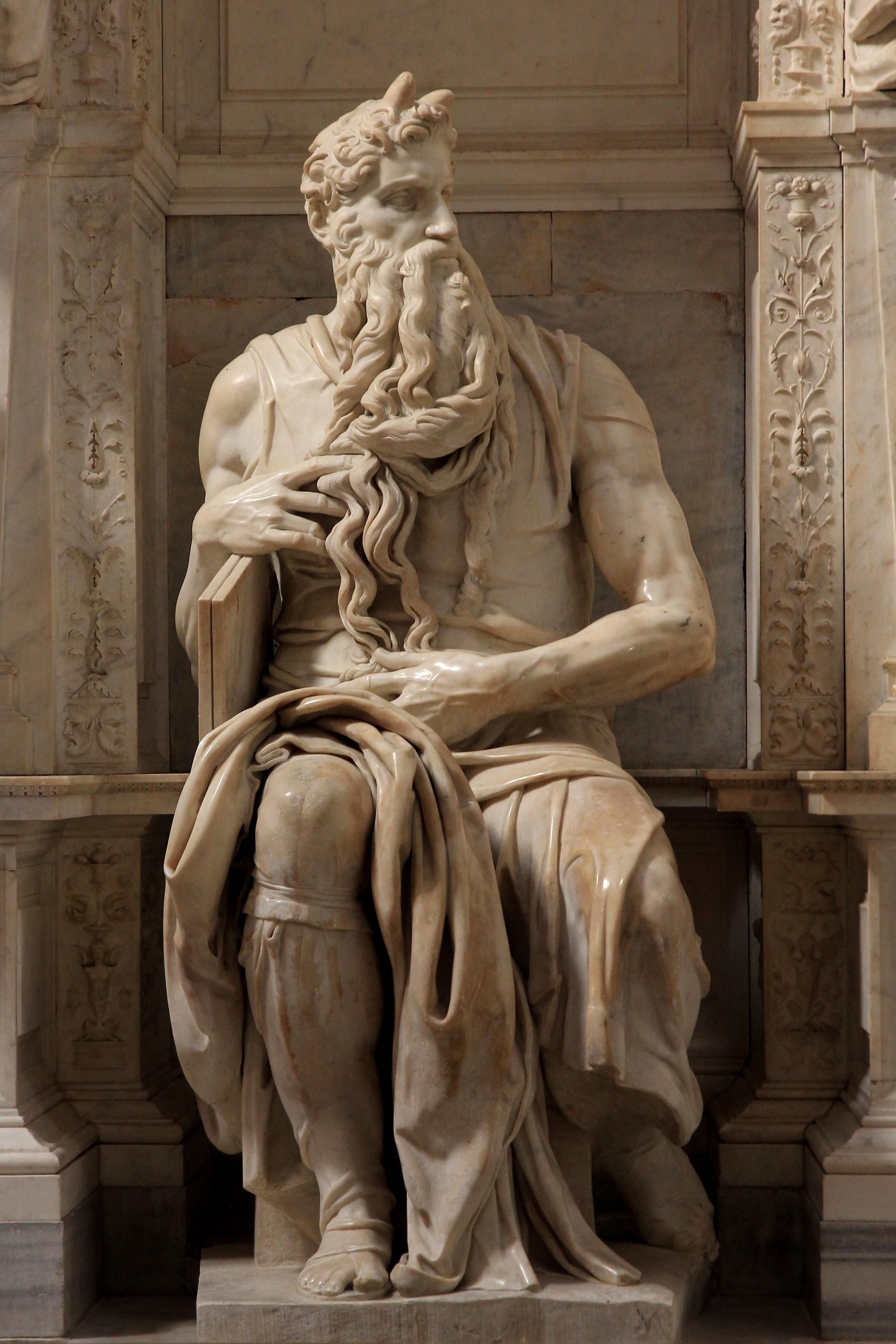
Mojżesz

11 marca 1513 roku nowym papieżem został Jan Medyceusz, który przyjął imię Leona X. Jego pontyfikat cechowało zepsucie moralne i korupcja. W tym czasie Rzym został artystyczną stolicą świata, nadającą kierunek rozwoju sztuce na ponad dwieście lat. Ulubieńcem Leona X był Rafael Santi. Michał Anioł otrzymywał od Leona X mniej zleceń. Zdaniem Luby Ristujcziny nie wynikało to z kwestionowania przez nowego papieża talentu artysty, lecz z trudnego charakteru rzeźbiarza i zamiaru wykonania zadań zleconych przez poprzedniego papieża. Podobne stanowisko wyraziła Antonina Vallentin dodając, że Leon X starał się uniemożliwić rzeźbiarzowi dokończenia prac nad grobowcem Juliusza II. 6 maja 1513 roku Michał Anioł obiecał spadkobiercom Juliusza II ukończenie grobowca do 1520 roku.
W latach 1513–1516 Michał Anioł ukończył posągi Mojżesza, Umierającego jeńca i Zbuntowanego jeńca, które weszły w skład grobowca Juliusza II. Mojżesz uchodzi za wyidealizowany portret Juliusza II. Prorok został ukazano jako brodaty starzec. Jest wsparty tablicami z Dekalogiem. Charakterystycznym elementem rzeźby są rogi mądrości, zgodne z ówczesną ikonografią, opartą na błędnym tłumaczeniu hebrajskiego rayos (płomieni) na  rogi, dokonanym przez świętego Hieronima w Wulgacie.Twarz Mojżesza wyraża gniew. Według jednej z interpretacji prorok został ukazany w momencie przyglądania się Izraelitom oddającym cześć złotemu cielcowi. W Umierającym jeńcu śmierć ukazanego mężczyzny przedstawiono jako ulgę i wyzwolenie. Młodego jeńca ukazano jako bezwolnego, biernego i pogodzonego z losem. W Zbuntowanym jeńcu rzeźbiarz poświęcił uwagę na ukazaniu dynamicznie wygiętej sylwetki i muskulaturze.
W 1514 roku Michał Anioł rozpoczął pracę nad Chrystusem zmartwychwstałym. Prace zostały przerwane w 1516 roku na skutek złego doboru materiału. W 1519 roku Michał Anioł wrócił do rzeźbienia Chrystusa, korzystając z nowego bloku marmuru. Figura została ukończona w 1521 roku, trafiła ona do kościoła Santa Maria sopra Minerva w Rzymie. Pierwsza wersja Chrystusa uchodziła za zaginioną. Rzeźbę odnaleziono w 2000 roku w zakrystii kościoła San Vincenzo Martire w Bassano Romano. Figura została ukończona przez nieznanego artystę w XVII wieku.

### Kolejny pobyt we Florencji
W kwietniu 1515 roku Michał Anioł wrócił do Florencji, gdzie rozpoczął pracę jako architekt. Na zlecenie Leona X zaprojektował fasadę 
bazyliki San Lorenzo. Projekt nie został zrealizowany. W 1519 roku rozpoczął budowę Kaplicy Medycejskiej, znanej również jako Nowa Zakrystia. Na potrzeby grobowca wyrzeźbił m.in: Giuliana, księcia Nemoursa, Zmierzch i Jutrzenkę, Noc i Dzień, Madonnę Medycejską, Świętych Kosmę i Damiana. Pracę nad grobowcami Medyceuszy prowadził do 1521 roku. W 1524 roku rozpoczął przebudowę Biblioteki Laurenziańskiej (Biblioteki św. Wawrzyńca; Laurenziany), w której miały być przechowywane stare rękopisy z kolekcji Medyceuszy. Biblioteka ta stała się również pierwszą we Włoszech biblioteką publiczną. Budowę Biblioteki przerwał atak wojsk Karola V Habsburga i wygnanie Medyceuszy z Florencji. W latach 1527–1529 Michał Anioł pracował nad projektem fortyfikacji Florencji. W 1530 roku, po powrocie Medyceuszy do Florencji i wyborze nowego papieża Klemensa VII, Michał Anioł wrócił do budowy Kaplicy Medycejskiej i Biblioteki. Przebudowa Biblioteki została ukończona w 1530 roku. Wyróżniającym się elementem owej Biblioteki są monumentalne schody według projektu Michała Anioła.
Około 1530 roku na zlecenie Alfonsa I d’Este artysta pracował nad obrazem Leda z łabędziem. Obraz uważa się za zaginiony. Dzieło nigdy nie trafiło do zleceniodawcy. Zostało ono przekazane pomocniku, który zabrał go do Francji, gdzie zaginął. Leda z łabędziem jest znana z kopii. Ponadto w latach 1532–1533 powstała Victoria.

### Ostatnie prace w Rzymie

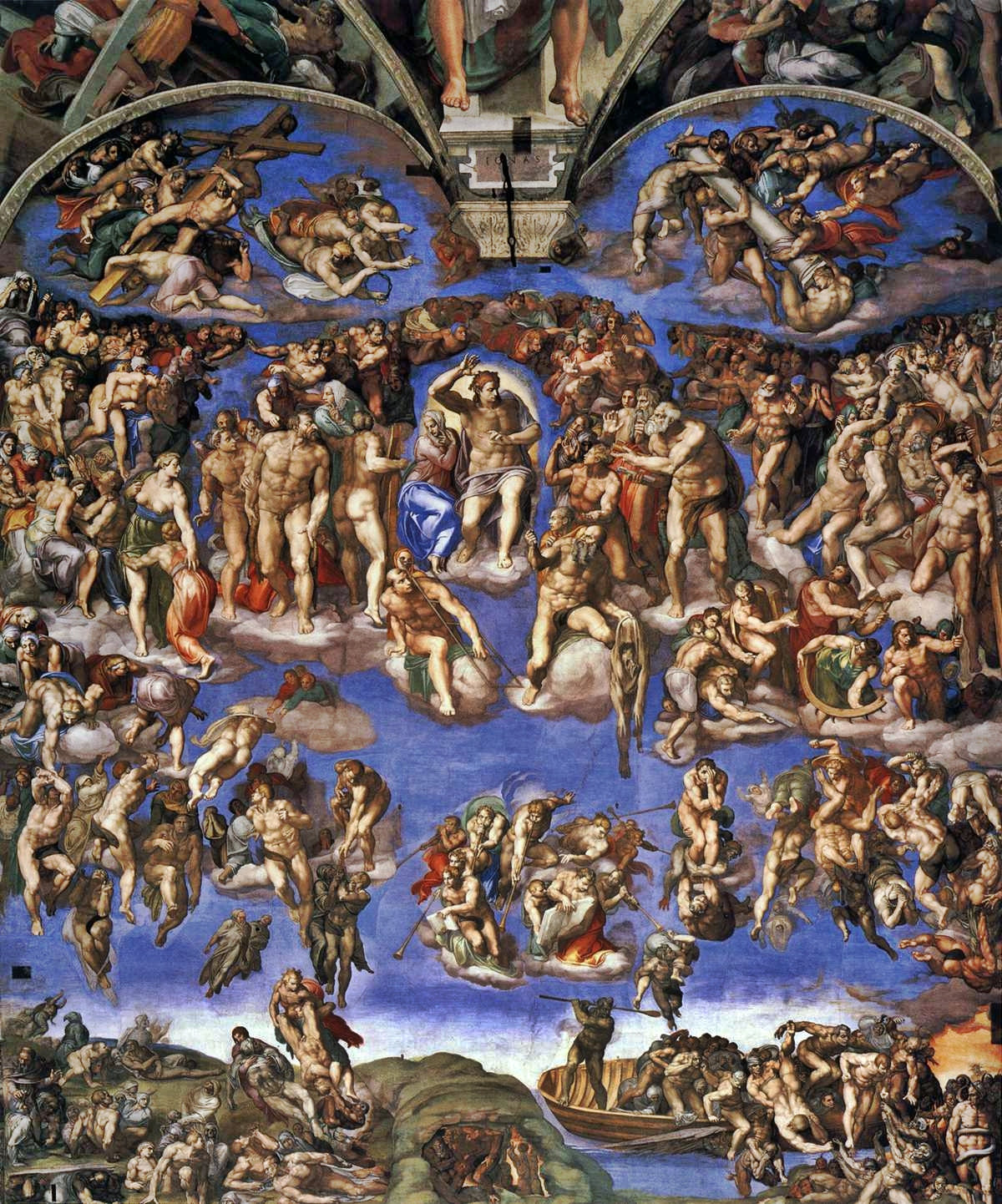
Sąd Ostateczny

23 września 1534 roku artysta osiadł w Rzymie, gdzie spędził resztę życia. 13 października tego samego roku nowym papieżem został Alessandro Farnese, który przyjął imię Paweł III. Tuż po powrocie do Rzymu Michał Anioł rozpoczął przygotowania projektu nowego fresku w Kaplicy Sykstyńskiej. Prace zdołał zlecić tuż przed swoją śmiercią Klemens VII. Temat fresku wrócił podczas pierwszego spotkania między Michałem Aniołem a Pawłem III. Michał Anioł początkowo pragnął wycofać się ze zlecenia, chcąc dokończyć prace nad nagrobkiem Juliusza II, ale Paweł III wymusił na nim rozpoczęcie prac nad freskiem. Pierwotnie fresk miał przedstawiać scenę upadłych aniołów, ale Paweł III zmienił koncepcję, domagając się namalowania sceny powrotnego przyjścia Chrystusa w roli sędziego. Główna scena została rozbita na mniejsze, co pozwoliło artyście ukazać wrażenie strachu i chaosu. Klasyczne proporcje zostały zastąpione dynamiką. Większą część fresku zajmuje strefa nieba. W przeciwieństwie do innych obrazów ukazujących Apokalipsę, Michał Anioł zrezygnował z ukazania ważącego duszę św. Michała, tęczy oddzielającej niebo i ziemię, św. Piotra przyjmującego do raju zbawionych, ojców Kościoła, a także Boga Ojca, przedstawionego pod postacią gołębicy. Zamiast tego Michał Anioł domalował mitycznego Charona. Jezus Chrystus przypomina Zeusa, Herkulesa bądź Apollina. Ma on uniesioną dłoń, za pomocą której zdaje się udzielać łaski bądź skazując na potępienie ożywiane postacie. Jezus nie jest otoczony przez apostołów, a męczenników (np. Jana Chrzciciela i św. Andrzeja). 31 października 1541 roku nastąpiło odsłonięcie fresku.

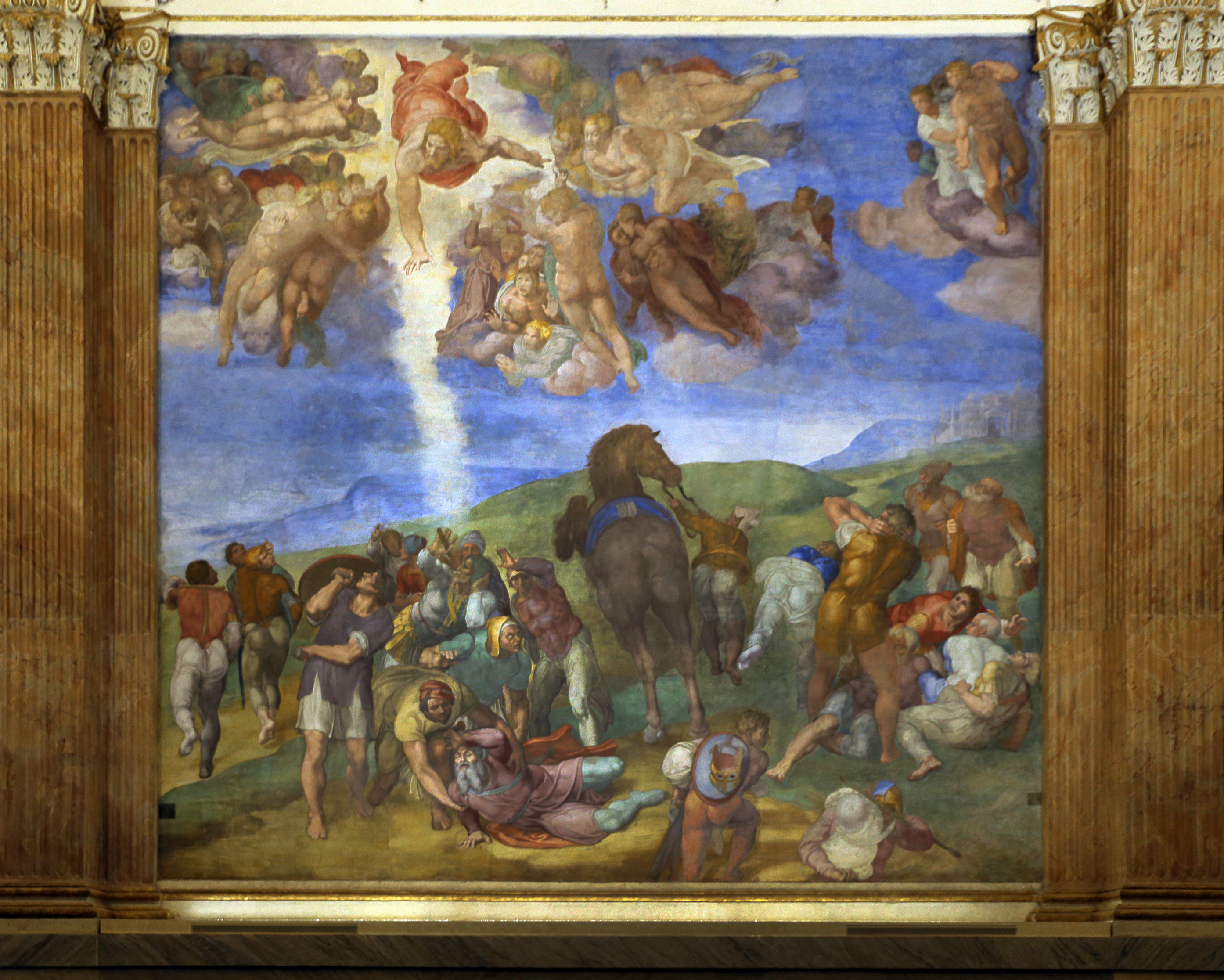
Nawrócenie Szawła

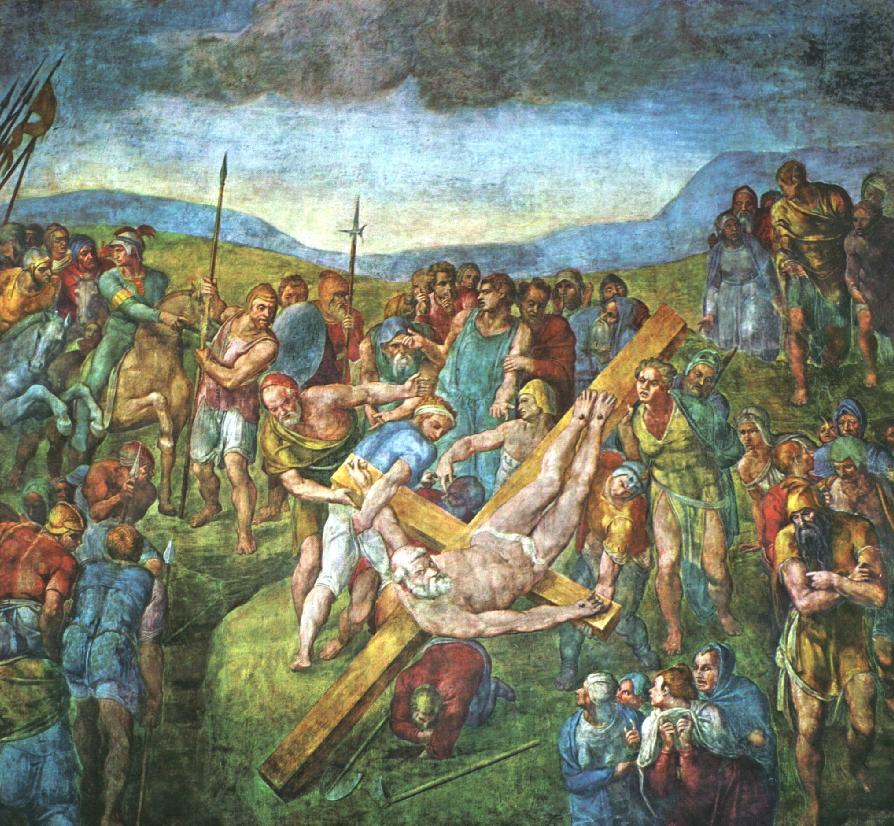
Ukrzyżowanie Świętego Piotra

W latach 1542–1550 artysta pracował nad freskami Ukrzyżowanie Świętego Piotra i Nawrócenie Szawła w Kaplicy Paulińskiej. Oba freski powstały na zlecenie papieża Pawła III. Nawrócenie Szawła powstało w latach 1542–1545, przedstawia ono scenę nawrócenia prześladowcy chrześcijan Szawła, który po doświadczeniu objawienia Jezusa Chrystusa miał na jakiś czas utracić wzrok. Data namalowania Ukrzyżowania Świętego Piotra jest przedmiotem sporów, w źródłach występują daty 1545–1550 oraz 1546–1550. Źródłem do sceny ukazanej na fresku jest Złota legenda, stworzona przez XIII-wiecznego włoskiego pisarza religijnego i hagiografa Jakuba de Voragine’a. Zastosowana wyraźna kolorystyka stanowi eksperyment Michała Anioła, który zaczął zbliżać się do manieryzmu. Nowatorskie podejście do barw zostało później pochwalone przez mu współczesnych. Na obu freskach wiele postaci przedstawiono nago. Z czasem na obu malowidłach nagość zakryto draperiami tkanin. Na Ukrzyżowaniu dwukrotnie dostrzeżono autoportrety Michała Anioła. Mają to być albo postać w niebieskim turbanie po lewej stronie fresku albo pielgrzym na prawym dolnym rogu fresku.

#### Ostatnie piety
Podczas prac nad freskami w Kaplicy Paulińskiej i budową bazyliki św. Piotra Michał Anioł rzadko rzeźbił. Powstałe pod koniec jego życia piety tworzył dla samego siebie. Najstarszą z piet jest Pieta florencka powstała w latach 1547–1555. Na Piecie florenckiej dostrzegalne są inspiracje obrazem Złożeniem do grobu Rafaela Santiego i drzeworytem Trójca Święta Albrechta Dürera. Około 1556 roku powstała Pieta palestrińska, a w latach 1556–1564 Pieta Rondanini. Pieta Rondanini pozostała nieukończona, ostatnie prace nad rzeźbą Michał Anioł prowadził kilka dni przed swoją śmiercią. Dzieło przez lata uchodziło za zaginione. Na podstawie odnalezionej w 1973 roku głowy Chrystusa odtworzono tę rzeźbę.

#### Prace architektoniczne w Rzymie

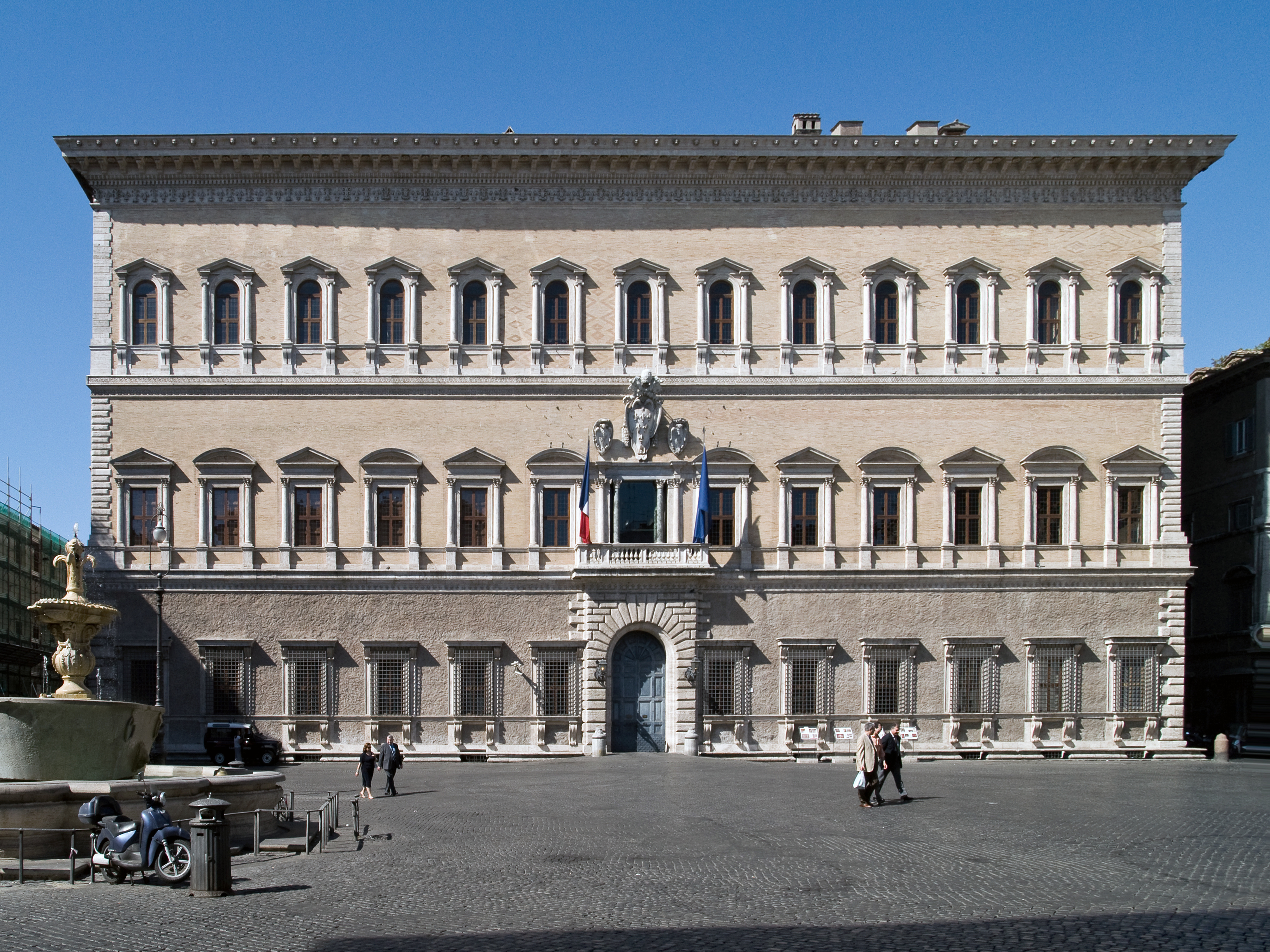
Palazzo Farnese

Bazylika św. Piotra na Watykanie – widok ogólny

W 1535 roku Paweł III mianował Michała Anioła głównym architektem, rzeźbiarzem i malarzem Watykanu. Wszystkie projekty, którymi zajmował się Michał Anioł, nie zostały ukończone. W pracach jako architekt i urbanista Michał Anioł musiał o wiele częściej niż zazwyczaj polegać na zespole oraz uwzględniać uwagi mecenasów. Pierwszym zleceniem od papieża Pawła III było uporządkowanie placu na Kapitolu. Zmiany miały na celu lepsze skomunikowanie Kapitolu z resztą Rzymu oraz odnowę zaniedbanej części miasta. Przebudowę prowadzono etapami w latach 1537–1662. Plac przyjął kształt trapezu, został zamknięty naprzeciw siebie pałacami Palazzo dei Conservatori, Palazzo Nuovo i Palazzo del Senatori. Aż do badań Pio Pecchaiego w XX wieku nieznany był stopień zaangażowania Michała Anioła w przebudowę placu. Pecchai ustalił, że prace budowlane faktycznie rozpoczęły się w latach 40. XV wieku. Drugi etap prac rozpoczął się w 1559 roku z inicjatywy papieża Piusa IV.
W 1546 roku Michał Anioł przejął po śmierci Antonia da Sangallo Młodszego budowę Palazzo Farnese przy Campo di Fiori. Zleceniodawcą budowy pałacu był Paweł III. Mając na uwadze pogarszający się stan zdrowia Antonia Sangallo papież rozpisał konkurs na nowego architekta. Michał Anioł pokonał w konkursie Perino del Vagę i Sebastiana del Piombo. Michał Anioł wprowadził szereg zmian w projekcie da Sangallo, pozostawiając jednak główne założenia projektu. Prace zakończył w 1549 roku. Główną zmianą było zastąpienie rygorystycznych zasad konstrukcji efektami, tworzącymi budynek-scenografię. Zastosowane przez Michała Anioła cechy zostały rozwinięte przez architektów manierystycznych i barokowych.
Michał Anioł pracował nad bazyliką św. Piotra niechętnie i do swojej śmierci. Inicjatorem budowy bazyliki, która zastąpiła wzniesiony przez cesarza Konstantyna Wielkiego kościół, był papież Juliusz II. Prace nad budową nowej świątyni powierzono Donatowi Bramantemu, który pozostałości po starożytnych budynkach traktował wyłącznie jako materiał do wznoszenia nowej świątyni. Kamień węgielny wzniesiono 18 kwietnia 1506 roku. Po śmierci Bramantego w 1514 roku prace nad bazyliką prowadzili odpowiednio: Rafael Santi (do swojej śmierci), Baldassare Peruzzi, Antonio da Sangallo Młodszy. Następcy Bramantego odeszli od zmiany planu z centralnego na podłużny. Po śmierci da Sangallo prace kierownicze objął w 1546 roku lub po 1 stycznia 1547 roku Michał Anioł. W tym samym roku rozpoczął prace nad kopułą bazyliki. Zachwycony oryginalnym projektem wrócił do planu świątyni na centralny, zrezygnował z wież, wyburzył wydłużoną nawę oraz umocnił funkcję filarów. Po śmierci Pawła III nowym papieżem został Giovanni Maria Ciocchi del Monte, który przyjął imię Juliusz III. Był hojnym mecenasem sztuki i wspierał Michała Anioła w pracach nad budową świątyni. Prace nad budową bazyliki były jednak krytykowane, m.in. przez innych kapłanów. Według Vasariego, w 1551 roku Michał Anioł przekonany o własnej wartości, wierze w nieomylność swoich pomysłów oraz mający poparcie Juliusza III mocno skrytykował komisję, która źle oceniła niektóre jego rozwiązania (np. zbyt małą liczbę okien). Po śmierci Juliusza III papieżem został Marcello Cervini degli Spannochi, który przyjął imię Marcelego II. Śmierć papieża po niespełna miesięcznym pontyfikacie nie pociągnęła za sobą odsunięcia Michała Anioła z prac nad bazyliką. Michał Anioł prowadził pracę nad bazyliką do swojej śmierci w 1564 roku.
11 października 1549 roku Michał Anioł został mianowany dożywotnim prefektem, szefem wykonawczym i naczelnym architektem bazyliki z ramienia Stolicy Apostolskiej i samego papieża.
W 1559 roku Michał Anioł pracował nad nowym projektem kościoła San Giovanni dei Fiorentini. Budowę kościoła rozpoczął w 1518 roku Jacopo Sansovini, po jego śmierci pracę przejął Antonio da Sangallo Młodszy. Na skutek problemów finansowych nie zrealizowano projektu Michała Anioła. Kościół ostatecznie zbudowano według późniejszego projektu Giacoma della Porta, Carla Maderna i Alessandra Galilei.
W 1559 roku nowym papieżem został Giovanni Angelo de Medici, który przyjął imię Piusa IV. Nowy papież zlecił Michałowi Aniołowi rewitalizację zabytków starożytnego Rzymu, uporządkowanie przestrzeni miejskiej wokół murów oraz wyznaczenie nowych dróg. Dwa lata później wykonał przekształcenie Term Dioklecjana w klasztor i kościół kartuzów. Podczas prac starał się w jak największym stopniu zachować strukturę istniejącej budowli. Na skutek przebudów z lat 1700 i 1749 z projektu Michała Anioła zachowało się tylko sklepienie. Około 1560 roku zaprojektował bramę miejską Porta Pia, która łączyła Via Pia z Murami Aureliańskimi.

### Śmierć
Pomimo zaawansowanego wieku Michał Anioł był aktywny zawodowo. W ostatnich latach życia skarżył się na samotność i problemy ze zdrowiem. Pomimo samotnego trybu życia cieszył się on sławą. 12 lutego 1564 pomimo gorączki Michał Anioł pracował nad Pietą Rondanini. Dwa dni później w imieniu Michała Anioła jego bratanek Daniele da Volterra napisał list do bratanka Lionarda, by jak najszybciej udał się do Rzymu. Zgodnie z testamentem Michał Anioł miał zostać pochowany we Florencji. Majątek został zapisany w rodzinie. Michał Anioł źle oceniając swoje wiersze i rysunki kazał je spalić po śmierci. Większość rysunku spalono, do czasów współczesnych zachowało się ok. 500 z nich. 18 lutego 1564 roku tuż przed godziną piątą popołudniu artysta zmarł w swoim domu przy Macello de’ Corvi. Wbrew ostatniej woli Michał Anioł został pochowany w kościele Świętych Apostołów w Rzymie. Lionardo niezadowolony z nieuszanowania ostatniej woli wuja kupił u aptekarza Antonia Martellego woskowane płótno, którym owinięto trumnę. Ta została ukryta w wozie pod innymi towarami. Bratankowi udało się przemycić ciało, które 11 marca znalazło się we Florencji. Zwłoki przewieziono do kościoła San Pier Maggiore i zakrystii Santa Croce. Pogrzeb miał miejsce w lipcu. W tym samym roku Giorgio Vasari rozpoczął pracę nad grobowcem. Został on ukończony w 1575 roku. Ponadto w 1564 roku Daniele da Volttera stworzył Głowę Michała Anioła wykonaną na podstawie maski pośmiertnej artysty.

## Wiersze i listy
Michał Anioł w swoich wierszach i listach przekazywał myśli, uczucia, stany ducha, opinie na temat sztuki, estetyki oraz życia codziennego. Twórczość artystyczna Michała Anioła miała autonomiczny charakter. Do czasów współczesnych zachowało się prawie 500 listów, kierowanych do krewnych, przyjaciół, artystów, kardynałów, papieży i królów. W listach Michał Anioł skupiał się na zagadnieniach praktycznych. Ich język jest konkretny i osobisty, zawarte w nich refleksje cechują się przenikliwością, czasem humorem i sarkazmem. Korespondencja Michała Anioła znajduje się w zbiorach Biblioteki Laurenziana we Florencji.
Wiersze stanowią owoc poszukiwań literackich oraz były rodzajem autoterapii. Pisząc wiersze, Michał Anioł inspirował się twórczością Dantego, Wawrzyńca Wspaniałego, Poliziana, Petrarki, a także rubaszną florencką poezją ludową. Do 1534 roku powstało ok. 90 wierszy, w następnych latach kolejne 180. Wiersze dzielą się na trzy okresy: początkowy, okolice roku 1534 oraz schyłek życia artysty. Pierwsze wiersze powstały w 1503 roku. Wiersze z ostatniego okresu miały charakter religijny. Twórczość poetycka Michała Anioła jest nierówna. W niektórych wierszach dostrzegalny jest ślad oryginalnej, pełnej energii ekspresji. W latach 40. XVI wieku Michał Anioł planował opublikować swoje utwory. W pracach pomagał mu Luigi del Riccio.

## Charakter i życie prywatne
W opinii mu współczesnych uchodził za człowieka utalentowanego, ale jednocześnie trudnego we współpracy. Michał Anioł ceniąc swój talent, wymuszał na zleceniodawcach zmiany warunkach i walczył o własną wizję sztuki. Pomimo próśb nigdy nie zgodził się przyjąć kogoś na ucznia oraz nie pozwalał, by inni oglądali go podczas pracy. Wielokrotnie doszukiwał się spisku wymierzonego w niego.
Był przedstawiany jako przeciwieństwo ujmującego Leonarda da Vinci i dyplomatycznego Rafaela Santiego. W oczach mu współczesnych, jego zawiść wobec Rafaela oraz niechęć do Leonarda wynikały z zarozumialstwa i egoizmu. Według Antoniny Vallentin Michał Anioł, fanatycznie interesujący się sztuką, miał mieć za złe Leonardowi, że traktuje sztukę lekceważąco, niepotrzebnie zajmującego się innymi sprawami, do których nie ma predyspozycji. Rafael miał z dystansem odnosić się do uwag Michała Anioła. Według jednej z anegdot, podczas pontyfikatu Leona X Michał Anioł miał źle odbierać lekceważenie ze strony nowego papieża i sukces swojego konkurenta. Pewnego dnia, gdy Rafael szedł ulicami Rzymu ze swoimi uczniami, Michał Anioł miał pogardliwie zapytać się Rafaela, gdzie idzie ze swoją eskortą, czując się jak wódz. W odpowiedzi Rafael miał zapytać, gdzie idzie tak samotnie, jakby był z zawodu katem. Michał Anioł głosił, że Rafael Santi wszystkiego nauczył się od niego. W zależności od źródeł można przeczytać, że ta opinia została sformułowana za życia Rafaela lub po jego śmierci.
Według innych relacji jego trudny charakter był już widoczny za czasów jego młodości. Jako uczeń miał popaść w konflikt z rzeźbiarzem Torrigianim. Na skutek konfliktu Torrigiani miał uderzyć pięścią Michała Anioła, miażdżąc mu nos. Był również skonfliktowany z Peruginem, którego nazwał niezdarnym malarzem oraz nieinteligentnym gburem. Perugino wytoczył Michałowi Aniołowi proces o zniesławienie przed Radą Ośmiu, który później przegrał. Vasari podaje, że Michał Anioł na tyle przekonująco przedstawił Radzie Ośmiu braki artystyczne Perugina, że ten po procesie wyszedł z niezbyt wielkim honorem.
Większość czasu spędzał w swojej pracowni, przez co był określany jako żyjący w brudzie samotnik i ponurak. Zwracano uwagę na jego przygarbioną postawę i zaniedbywanie higieny osobistej. Według Ascania Condiviego Michał Anioł był człowiekiem słusznej postury, o muskularnej budowie ciała, cieszącym się dobrym zdrowiem za sprawą odpowiedniej diety i wstrzemięźliwości seksualnej. Na bieżąco prowadził spisy przychodów i wydatków.
Podobnie jak Leonardo da Vinci Michał Anioł był homoseksualistą. O ile Leonardo nie krył się ze swoją orientacją seksualną, tak Michał Anioł jako pobożny chrześcijanin nie był w stanie zaakceptować swojej orientacji. Próbując tłumić swoje skłonności, narzucił sobie celibat.

## Dzieła

### Rzeźby
- Bitwa centaurów (Centaury i Lapitowie, Centauromachia) (1490–1492, marmur, 80 × 90,5 cm, Casa Buonarroti we Florencji)[33][24][25]
- Madonna przy schodach (Madonna na schodach) (1490–1492, marmur, 55,5 × 40 cm, Casa Buonarroti we Florencji)[18][23]
- Krucyfiks (między 1492 a 1495, polichromowane drewno, 139 x 135 cm, kościół Santo Spirito we Florencji)[27][28][29][31][205]
- Święty Petroniusz (1494–1495, marmur, wysokość: 64 cm, bazylika San Domenico w Bolonii)[206]
- Święty Proculus (1494–1495, marmur, wysokość: 58,5 cm, bazylika San Domenico w Bolonii)[206]
- Klęczący Anioł (Anioł z kandelabrem) (1494–1495, marmur, wysokość: 51,5 cm, bazylika San Domenico w Bolonii)[40]
- Bachus (1496–1497, marmur, wysokość: 2,03 m, Museo Nazionale del Bargello we Florencji)[45]
- Pietà watykańska (1498–1499, marmur, wysokość: 1,74 m, bazylika św. Piotra na Watykanie)[47]
- Dawid (1501–1504, marmur, wysokość: 5,16 m, Galleria dell′Academia we Florencji)[54]
- Święty Piotr (1501–1504, marmur, wysokość: 1,27 m, katedra w Sienie)[60]
- Święty Paweł (1501–1504, marmur, wysokość: 1,27 m, katedra w Sienie)[60]
- Madonna z Brugii (Madonna z Dzieciątkiem) (ok. 1503–1505, marmur, wysokość: 94 cm, kościół Notre Dame w Brugii)[61]
- Tondo Pitti (Madonna Pitti) (ok. 1503–1505, marmur, 83 × 82 cm, Museo Nazionale del Bargello we Florencji)[207]
- Tondo Taddei (ok. 1504, marmur, średnica: 1,09 m, Royal Academy of Arts w Londynie)[208]
- Nagrobek papieża Juliusza II (1505–1545, marmur, San Pietro in Vincoli a Colle Oppio w Rzymie)[84]
- Święty Mateusz (ok. 1506, marmur, wysokość: 2,16 m, Academia di Belle Arti di Firenze we Florencji)[209]
- Mojżesz (1513–1516, marmur, wysokość: 2,35 m, San Pietro in Vincoli w Rzymie)[112]
- Umierający jeniec (ok. 1513–1515, marmur, wysokość: 2,29 m, Luwr w Paryżu)[210]
- Zbuntowany jeniec (ok. 1513–1516, marmur, wysokość: 2,15 m, Luwe w Paryżu[211]
- Chrystus zmartwychwstały (Giustiniani Christ) (1519–1521, kościół Santa Maria sopra Minerva w Rzymie)[212]
- model torsu męskiego (ok. 1519–1535, terakota i wosk, wysokość: 29,2 cm, British Museum w Londynie)[213]
- Pomnik Juliusza Medyceusza (1520–1534 lub 1526–1533, marmur, wysokość: 630, kościół św. Wawrzyńca we Florencji)[214][215]
- Dawid (Apollo) (ok. 1525–1526, 1530–1531, marmur, wysokość 1,46 m, Museo Nazionale del Bargello we Florencji)[216]
- Przyczajony chłopiec (1530–1534, marmur, wysokość: 54 cm, Ermitaż w Petersburgu) – dzieło przypisywane[217]
- Jeniec Atlas (ok. 1530–1535, marmur, wysokość: 2,77 m, Galleria dell’Academia we Florencji)[218]
- Młody jeniec (ok. 1530–1535, marmur, wysokość: 2,57 m, Galleria dell’Academia we Florencji)[219]
- Budzący się jeniec (ok. 1530–1535, marmur, wysokość: 2,66 m, Galleria dell’Academia we Florencji)[219]
- Brodaty jeniec (ok. 1530–1535, marmur, wysokość: 2,63 m, Galleria dell’Academia we Florencji)[218]
- Zwycięstwo (ok. 1532–1534?, marmur, wysokość: 2,61 m, Palazzo Vecchio we Florencji)[220]
- terakotowy model aktu kobiecego ok. 1533, terakota, Casa Buonarroti we Florencji)[221]
- Brutus (ok. 1540, marmur, wysokość: 95 cm, Museo Nazionale del Bargello we Florencji)[222]
- Pietà florencka (ok. 1547–1555, marmur, Museo dell’Opera del Duomo we Florencji) – dzieło ukończone przez Tiberia Calcagniego[223]
- Pietà Rondanini (1556–1564, marmur, wysokość: 1,95 m, Castello Sforzesco w Mediolanie)[150]
- Pietà palestrińska (ok. 1556, marmur, wysokość: 2,53 m, Galleria dell’Accademia we Florencji)[150]

### Obrazy
- Kuszenie św. Antoniego (ok. 1487–1488, tempera na desce, Kimbell Art Museum w Fort Worth) – dzieło przypisywane, kopia miedziorytu Martina Schongauera pod tym samym tytułem[17]
- Złożenie do grobu (1500, tempera i olej na desce, 161,7 × 149,9 cm, National Gallery w Londynie)[224]
- Tondo Doni (Święta Rodzina z małym św. Janem) (przełom 1503 i 1504 lub 1507, tempera na desce, średnica: 91 cm, Galleria degli Uffizi we Florencji)[225]
- Madonna z Dzieciątkiem, Janem Chrzcicielem i aniołami (Madonna Manchester) (brak informacji o dacie powstania, tempera na drewnie, 104,5 × 77 cm, National Gallery w Londynie)[48]

#### Freski
- freski na sklepieniu Kaplicy Sykstyńskiej (1508–1512, Watykan)[93]
- Sąd ostateczny (1536–1541, Kaplica Sykstyńska, Watykan)[135]
- Nawrócenie Szawła (1542–1545, Kaplica Paulińska, Watykan)[144]
- Ukrzyżowanie Świętego Piotra (ok. 1545–1550, Kaplica Paulińska, Watykan)[142][143]

### Architektura
- okno kaplicy Leona X w Castel Sant’Angelo w Watykanie (ok. 1514)[226]
- projekt fasady kościoła San Lorenzo we Florencji (1517)[227]
- Kaplica Medyceuszów we Florencji(1519–1521)[123]
- Biblioteka Laurenziana (1524–1534 i 1555–1558)[228]
- fortyfikacje Porta al Prato d’Ognissanti (1528)[229]
- urządzenie Pałacu Farnese (1546–1549)[157]
- projekt kopuły bazyliki Świętego Piotra na Watykanie (od 1557)[230]
- projekt kościoła San Giovanni de Fiorentini w Rzymie (1559)[177]
- projekt kaplicy Sforzów w kościele Santa Maria Maggiore w Rzymie[123]

## Wpływ na sztukę
Polski historyk sztuki Karol Estreicher nazwał Michała Anioła uniwersalnym geniuszem na polu rzeźby, malarstwa, architektury i poezji. Dzięki odwoływaniu się do sztuki antycznej, poszukiwaniu nowej formuły chrześcijaństwa oraz zastanawianiu się nad miejscem człowieka we świecie ukształtował i rozwinął renesansowe kanony estetyki. Jego twórczość przypadała na pełnię renesansu. Z czasem (według Karola Estreichera w 1530 roku) zrezygnował z harmonii i klasycznego piękna, kierując nacisk na duchowość i ekspresję. Zmiana stylu przyczyniła się do zapoczątkowania przez artystę manieryzmu i baroku. 
Twórczość Michała Anioła inspirowała już artystów mu współczesnych, takich jak Rafael Santi, Sebastiano del Piombo czy Andrea del Sarto, Jacopo Tintoretto, Giulio Romano, Annibale Carracci, Agostina i Ludovica Carracchiego, a także florenckich manierystów, takich jak: Jacopo Pontormo, Agnolo Bronzino, Parmigianino, Rosso Fiorentino, Jacopo Bassano. Leonardo da Vinci negatywnie odnosił się do prac Michała Anioła. Zdaniem historyk sztuki Antoniny Vallentin napisane przez Leonarda uwagi o przesadnym ukazywaniu cech anatomicznych postaci, zawarte w Traktacie o malarstwie mogły stanowić aluzję do pierwszych prac Michała Anioła, w tym do fresków na sklepieniu w Kaplicy Sykstyńskiej, które Leonardo widział na własne oczy. Sam Michał Anioł zwracał uwagę artystom wzorującym się na nim, by w swojej pracy przesadnie go nie naśladowali. Według Giorgia Vasariego śmierć Michała Anioła stanowiła zapowiedź degradacji sztuki.

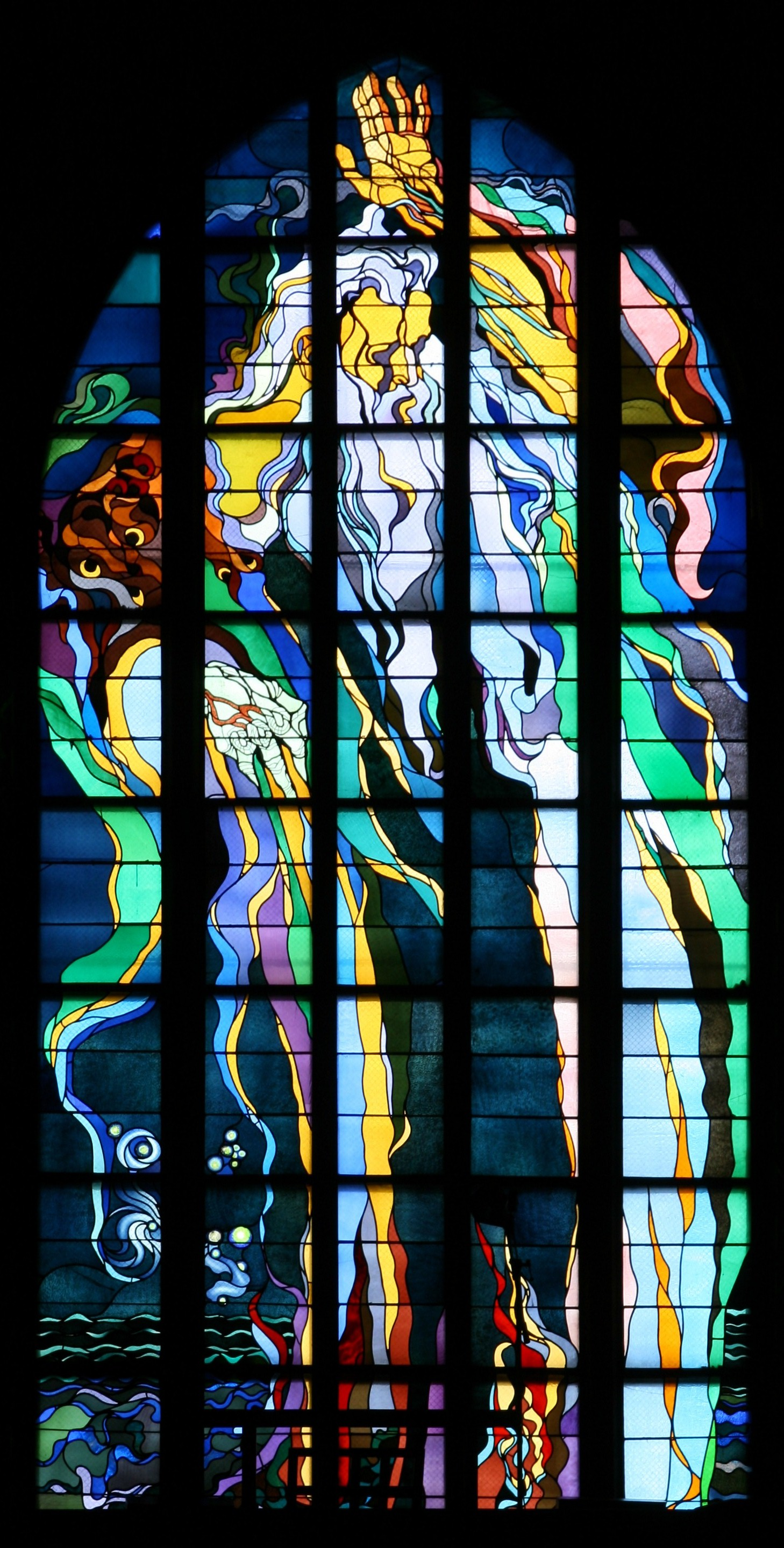
Witraż Bóg Ojciec Stanisława Wyspiańskiego, inspirowany wizerunkiem Boga na freskach na sklepieniu Kaplicy Sykstyńskiej

Pomysły Michała Anioła stosowali w XVII wieku Giambologna w Porwaniu Sabinek i Giovanni Lorenzo Bernini w Apollu i Dafne, Dawidzie oraz Plutonie i Prozerpinie. Twórczością malarza inspirował się również Peter Paul Rubens. Zastosowane przez Michała Anioła złudzenia optyczne zastosowane na sklepieniu kaplicy Sykstyńskiej dopracowali w latach późniejszych: Baldassare Peruzzi, Andrea del Pozzo, Pietro da Cortona i Giovanni Battista Tiepolo. Styl architektoniczny Michała Anioła, charakteryzujący się projektowaniem budynków niczym scenografie teatralne, spotkała się z pozytywnym odbiorem wśród barokowych architektów. Augustyn Wincenty Locci pracując nad Pałacem w Wilanowie dla króla Jana III Sobieskiego wzorował się na architekturze Michała Anioła.
W drugiej połowie XVII wieku twórczość Michała Anioła spotkała się z bardziej krytycznym odbiorem. Przedstawiciele akademizmu wyżej cenili twórczość Rafaela Santiego. Klasycystyczny rzeźbiarz Antonio Canova krytykował ekspresję w rzeźbach Michała Anioła. Twórcy reprezentujący romantyzm (np. Johann Heinrich Füssli i William Blake) widzieli w dziełach Michała Anioła echa własnych przeżyć, docenienie cierpienia i smutek przemijalności. XIX-wieczne malarstwo francuskie cechowało się konfliktem pomiędzy klasycystami odwołującymi się do dzieł Rafaela, a romantykami, szukających inspiracji w dziełach Michała Anioła. Eugène Delacroix pozytywnie oceniał twórczość Rafaela, ale lepszą opinie wystawił Michałowi Aniołowi. Pomimo konfliktu sam Rafael uchodził w I połowie XIX wieku za artystę doskonałego.
Za sprawą Auguste’a Rodina w drugiej połowie XIX wieku nastąpił ponowny wzrost zainteresowania twórczością Michała Anioła. Dzieła Rafaela zaczęły ulegać zapomnieniu, sam malarz, choć był doceniany za wkład w malarstwo renesansowe, był stawiany niżej od Leonarda da Vinci i Michała Anioła. Większe zainteresowanie dziełami Michała Anioła przyczyniło się do usystematyzowania dotychczasowego stanu wiedzy i utworzenia muzeum jego imienia w rodzinnym domu we Florencji.
Inspiracje dziełami Michała Anioła są dostrzegalne w dziełach Stanisława Wyspiańskiego (np. w Czterech żywiołach, szkicach do polichromii bazyliki św. Franciszka z Asyżu w Krakowie, witrażu Bóg Ojciec oraz w rysunkach do Iliady Homera). Bóg Ojciec przypomina freski ze sklepienia Kaplicy Sykstyńskiej, gdzie Bóg jest ukazany jako surowy i pełny sił twórca.

## Michał Anioł i jego twórczość w kulturze

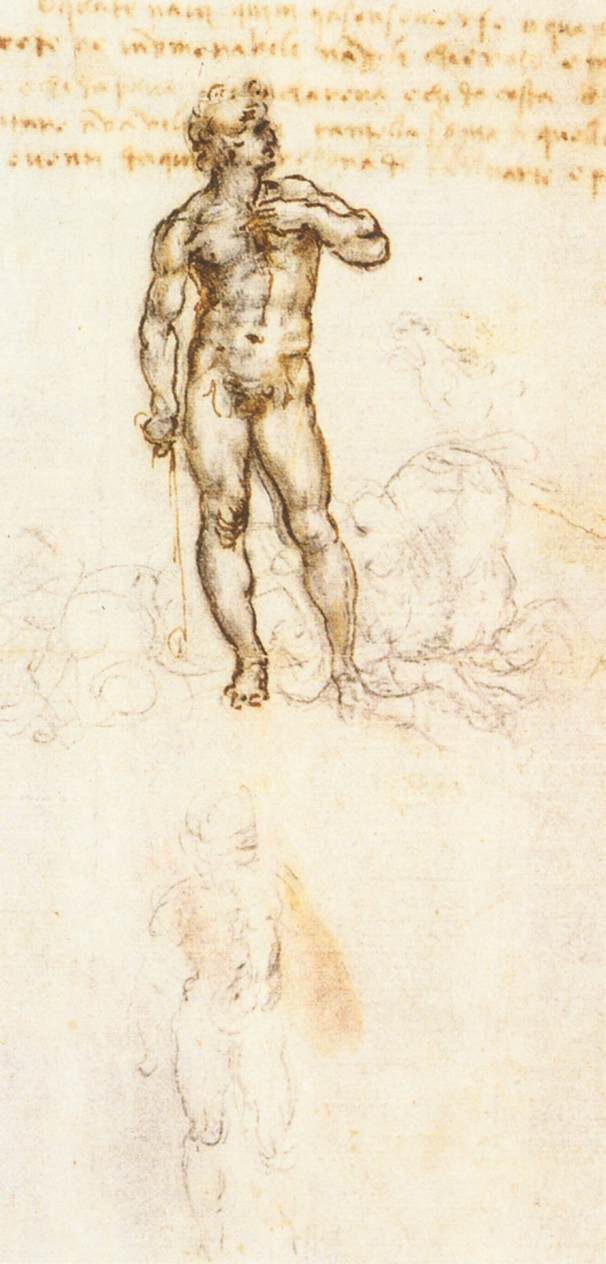
Rysunek według Dawida Michała Anioła Leonarda da Vinci, 1504

- Pierwsze biografie Michała Anioła spisali: Paolo Giovio, Giorgio Vasari (w Żywotach najsławniejszych malarzy, rzeźbiarzy i architektów z 1550), i Ascanio Condivi[249]. Biografowie pomimo skłonności do idealizowania Michała Anioła, inaczej podchodzili do prezentowania jego twórczości oraz zwracali uwagę na trudny charakter artysty[250].
- W 1504 roku Leonardo da Vinci stworzył Rysunek według Dawida Michała Anioła. Wykonany piórem i czarną kredką rysunek o wymiarach 270 × 201 mm znajduje się w zbiorach Zamku Windsor[251].
- Bastiano da Sangallo wykonał kopię nieukończonego fresku Bitwa pod Casciną Michała Anioła. Data powstania kopii jest podawana na rok 1519[252] lub 1542[253][254]. Dzieło Bastiana da Sangallo znajduje się w zbiorach Holkham Hall w Wielkiej Brytanii[253].
- Na portretach z XVI wieku Michał Anioł był przedstawiany jako brodaty, ciemnooki, ciemnowłosy i ponury mężczyzna[255]. Jednym z portretów Michała Anioła jest nieukończony obraz Danielego da Volterry z ok. 1545 roku[204]. Na Szkole Ateńskiej z 1510 roku Rafael Santi nadał Heraklitowi twarz Michała Anioła. Ukazany na fresku Heraklit ma ponury wyraz twarzy[255].
- W 1857 roku Alexandre Cabanel namalował obraz pt. Michał Anioł w pracowni[3].
- Kazimierz Przerwa-Tetmajer napisał wiersze Michał Anioł przed bryłą marmuru, z której wykuł Mojżesza i Michał Anioł przed wykutą przez siebie Nocą[248].
- W 1961 roku Irving Stone napisał zbeletryzowaną biografię Michała Anioła pt. Udręka i ekstaza. Powieść zekranizowanego w 1969 roku[256].
- W 1964 roku polski rzeźbiarz Henryk Siwicki stworzył marmurową rzeźbę Michał Anioł, przedstawiającą twarz renesansowego artysty. Rzeźba otrzymała wyróżnienie na XX Ogólnopolskiej Wystawie Plastyki w Radomiu. Od 1966 roku rzeźba znajduje się w zbiorach Muzeum Okręgowego w Toruniu[257].
- W 2019 roku premierę miał film Grzech Andrieja Konczałowskiego, w której przedstawiono życie Michała Anioła[256].
- Fresk Stworzenie Adama jest jednym z najczęściej reprodukowanych obrazów o tematyce religijnej w historii sztuki[258]. W sierpniu 2005 roku Niklas Jansson stworzył parodię obrazu, gdzie Boga zastępujące Latający Potwór Spaghetti. James Hance stworzył parodię ukazującą Jima Hensona otoczonego Muppetami, wyciągającego rękę w stronę Kermita Żaby[259]. Motyw zetknięcia się palców trafił na plakat filmu E.T. w reżyserii Stevena Spielberga[91].